# Bataille de la mer de Corail
Vous lisez un « bon article » labellisé en 2012.
Seconde Guerre mondiale, 
Guerre du Pacifique
Batailles
- Rabaul
- 1re Salamaua-Lae
- Mer de Corail
- Piste Kokoda
- Baie de Milne
- Goodenough
- Buna-Gona-Sanananda
- Lilliput
- Merauke

- Wau
- Mer de Bismarck
- I-Go
- 2e Salamaua-Lae
- Chronicle
- Monts Finisterre
- Bougainville
- Bombardement de Wewak
- Péninsule de Huon
- Nouvelle-Bretagne
- Bombardement de Rabaul

- Neutralisation de Rabaul
- Îles de l'Amirauté
- Emirau
- Take Ichi
- Nouvelle-Guinée occidentale

La bataille de la mer de Corail est une bataille navale de la guerre du Pacifique, durant la Seconde Guerre mondiale, qui opposa du 4 au 8 mai 1942 la marine impériale japonaise et les forces alliées navales et aériennes des États-Unis et de l’Australie. Cet affrontement est la première bataille uniquement aéronavale de l'histoire, dans laquelle les forces navales en présence s'affrontèrent par avions interposés sans jamais être à portée de canon.
Pour renforcer leur dispositif défensif dans le Pacifique Sud et isoler l'Australie, les Japonais avaient décidé d'envahir Port Moresby, au sud de la Nouvelle-Guinée, et Tulagi, au sud-est des îles Salomon. Les forces déployées par la marine du Japon pour cette opération, de nom de code MO, sous le commandement général de Shigeyoshi Inoue, comprenaient plusieurs éléments importants de la force aéronavale japonaise dont deux porte-avions et un porte-avions léger pour fournir une couverture aérienne aux flottes d'invasion. Les États-Unis, dont les services d'écoute avaient percé le plan ennemi, dépêchèrent deux groupes de porte-avions et une force de croiseurs américains et australiens, sous le commandement de l'amiral Frank J. Fletcher.
Les 3 et 4 mai, les forces japonaises envahirent et occupèrent Tulagi, même si plusieurs navires de guerre furent surpris et endommagés ou coulés par les appareils de l'USS Yorktown. Conscient de la présence des porte-avions américains dans la zone, le groupe aéronaval japonais entra dans la mer de Corail avec l'intention de les détruire.
Les attaques aériennes menées par les deux groupes aéronavals commencèrent le 7 mai et durèrent les deux jours suivants. Le premier jour, les Américains coulèrent le porte-avions léger Shoho, tandis que les Japonais détruisaient un destroyer et un pétrolier américain. Le lendemain, le porte-avions japonais Shokaku fut lourdement endommagé, l'USS Lexington coulé, et l'USS Yorktown légèrement endommagé. Les pertes étaient également lourdes dans les escadrilles aériennes et les deux flottes se retirèrent de la zone de bataille. Désormais privé de sa couverture aérienne, Inoue reporta l'invasion de Port Moresby.
Même si cette bataille fut une victoire tactique pour les Japonais en termes de navires coulés, elle représenta pour plusieurs raisons une victoire stratégique pour les Alliés. L'expansion japonaise, jusque-là irrésistible, fut pour la première fois stoppée. De plus, les porte-avions japonais Shokaku et Zuikaku, l'un gravement endommagé et l'autre avec une escadrille réduite, ne purent participer à la bataille de Midway le mois suivant, alors que les Américains parvinrent à y engager l'USS Yorktown. La perte de quatre porte-avions à Midway empêcha les Japonais de tenter à nouveau une invasion maritime de Port Moresby. Deux mois plus tard, les Alliés profitèrent de la faiblesse japonaise pour déclencher la bataille de Guadalcanal.

## Contexte

### Expansion japonaise
Le 7 décembre 1941, le Japon lança une attaque aérienne pour anéantir la flotte du pacifique américaine basée à Pearl Harbor dans l'archipel d'Hawaï. La flotte cuirassée américaine fut largement détruite et les États-Unis déclarèrent la guerre au Japon. En déclenchant ce conflit, les dirigeants japonais espéraient neutraliser la puissance américaine pour avoir le temps de s'emparer des territoires riches en matières premières et préparer au mieux l'inévitable contre-attaque des Alliés. Simultanément à l'attaque de Pearl Harbor, les Japonais lancèrent une offensive contre la Malaisie britannique, entrainant la déclaration de guerre du Royaume-Uni, de l'Australie et de la Nouvelle-Zélande, ainsi que des autres pays alliés. Selon les mots de l'« Ordre secret numéro un » de la marine impériale japonaise (MIJ) datée du 1er novembre 1941, les objectifs initiaux japonais dans la guerre à venir étaient « (d'expulser) la force britannique et américaine des Indes néerlandaises et des Philippines et d'établir une politique d'autosuffisance et une indépendance économique ».

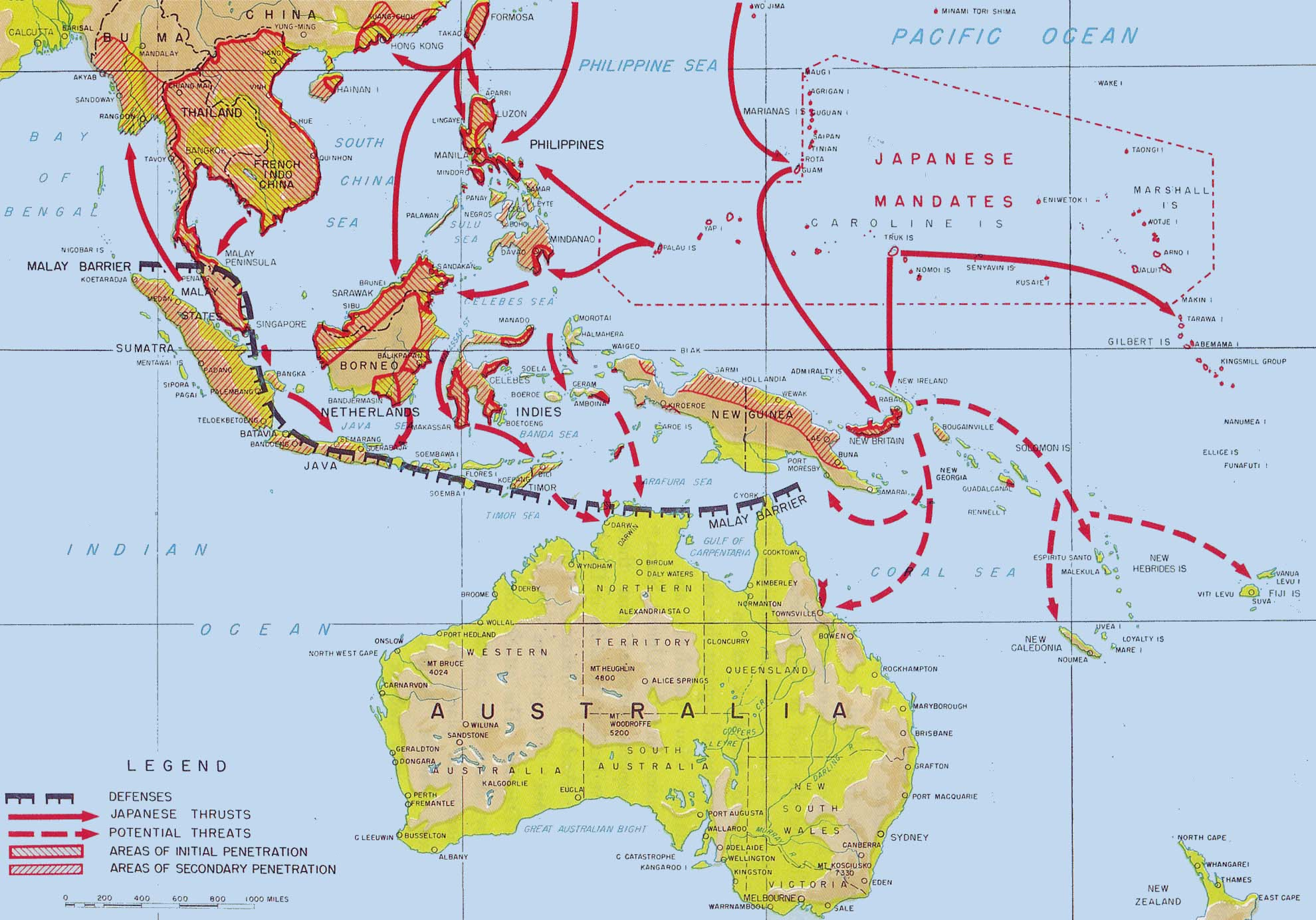
Avancées japonaises dans le Pacifique Sud de décembre 1941 à avril 1942.

Durant les premiers mois de l'année 1942, la progression japonaise fut fulgurante. Les batailles des Philippines, de Thaïlande, de Singapour, de Wake, des Indes orientales néerlandaises, des îles Salomon, des îles Gilbert et de Guam furent des désastres militaires pour les Alliés qui subirent de lourdes pertes alors que celles japonaises furent relativement légères. Le Japon planifiait d'utiliser ces territoires conquis pour établir un périmètre défensif et mener une guerre d'attrition pour épuiser les Alliés et les contraindre à négocier.
Peu après le début de la guerre, l'état-major de la marine japonaise recommanda une invasion du nord de l'Australie pour l'empêcher de menacer les positions défensives du Japon dans le Pacifique Sud. L'armée impériale japonaise (AIJ) rejeta cependant cette idée en avançant qu'elle n'avait pas les forces ou les capacités nécessaires à cette opération. Le vice-amiral Shigeyoshi Inoue, commandant de la 4e flotte (également appelée « Force des mers du Sud ») composée de la plupart des unités navales dans le Pacifique Sud, proposa l'occupation de Tulagi dans le sud-est des îles Salomon et de Port Moresby en Nouvelle-Guinée, qui mettrait le nord de l'Australie sous la menace des appareils japonais. Inoue considérait que la capture et le contrôle de ces zones augmenteraient la sécurité et la possibilité de défense en profondeur de la principale base japonaise à Rabaul en Nouvelle-Bretagne. La marine et l'armée acceptèrent la proposition d'Inoue et envisagèrent des opérations ultérieures à partir de ces bases comme la conquête de la Nouvelle-Calédonie, des Fidji et des Samoa qui couperaient les lignes de communication et de ravitaillement entre l'Australie et les États-Unis,.
En avril 1942, l'armée et la marine développèrent un plan intitulé opération MO prévoyant la capture de Port Moresby le 10 mai. Le plan incluait également la conquête de Tulagi les 2 et 3 mai où la marine établirait une base aéronavale pour de potentielles opérations contre les territoires alliés du Pacifique Sud. Après la réalisation de l'opération MO, la marine prévoyait de lancer l'opération RY qui utiliserait les mêmes navires pour s'emparer des mines de phosphate de Nauru et de Banaba le 15 mai. D'autres opérations contre les Fidji, les Samoa et la Nouvelle-Calédonie (opération FS) étaient prévues après la fin des opérations MO et RY. Du fait des attaques menées par les appareils basés à terre et sur les porte-avions contre les navires japonais lors de l'invasion de la région de Morobe en Nouvelle-Guinée en mars, Inoue demanda que la force aéronavale détache des porte-avions pour offrir une couverture aérienne à l'opération MO. Inoue s'inquiétait particulièrement de la présence des bombardiers alliés stationnés sur les bases aériennes de Townsville et de Cooktown en Australie qui étaient hors de portée de ses bombardiers situés à Rabaul et Lae,.

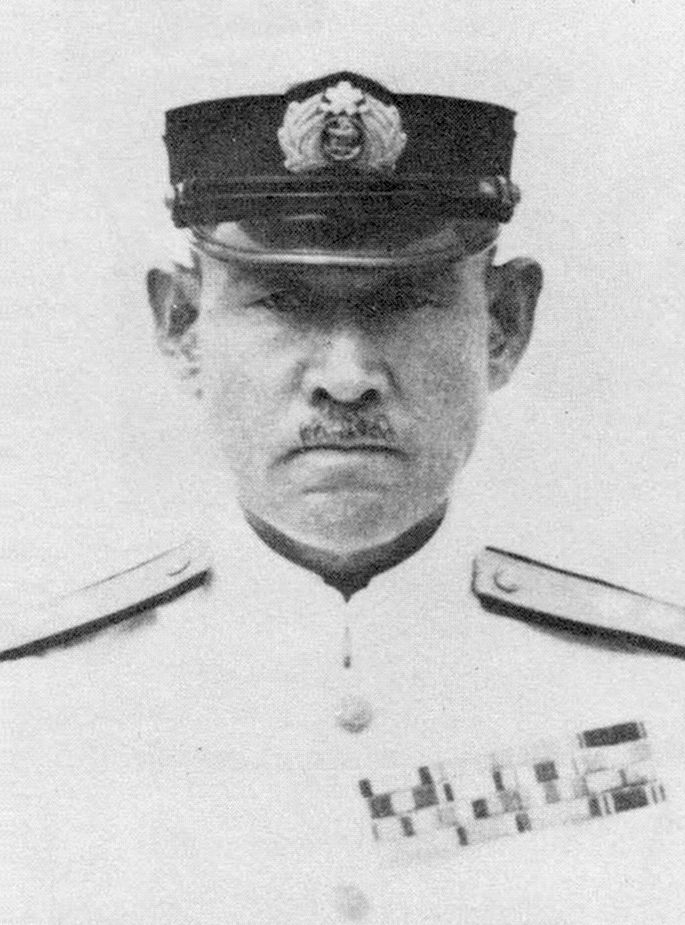
Le vice-amiral Inoue, commandant de la 4e flotte de la Marine Impériale japonaise.

L'amiral Isoroku Yamamoto, commandant de la force aéronavale japonaise, planifiait une autre opération en juin pour attirer les porte-avions américains, dont aucun n'avait été endommagé lors de l'attaque de Pearl Harbor, dans un affrontement décisif avec sa propre flotte dans le Pacifique central près de l'atoll de Midway. En attendant, Yamamoto détacha quelques navires dont deux porte-avions, un porte-avions léger, une escadre de croiseurs et deux escadres de destroyers pour soutenir MO et confia à Inoue la responsabilité de la composante navale de l'opération,.

### Réponse alliée
Les Japonais ignoraient cependant que l'US Navy et son Bureau des communications navales étaient parvenues à casser les codes secrets japonais. En mars 1942, les Américains étaient en mesure de déchiffrer 15 % des codes RO ou D qui étaient utilisés par la marine impériale japonaise pour chiffrer approximativement la moitié de ses communications. À la fin du mois d'avril, ils comprenaient jusqu'à 85 % des messages transmis avec le code RO,.
En mars 1942, les Américains notèrent pour la première fois la mention de l'opération MO dans des messages interceptés. Le 5 avril, ils interceptèrent un message de la marine japonaise dirigeant un porte-avions et plusieurs autres grands navires en direction de la zone d'opération d'Inoue. Le 13 avril, les Britanniques déchiffrèrent un message de la marine japonaise informant Inoue que la 5e division aéronavale, composée des porte-avions Shokaku et Zuikaku, était en route depuis Formose via la base de Truk. Les Britanniques transmirent le message aux Américains avec leur conclusion que Port Moresby était la cible probable de MO.

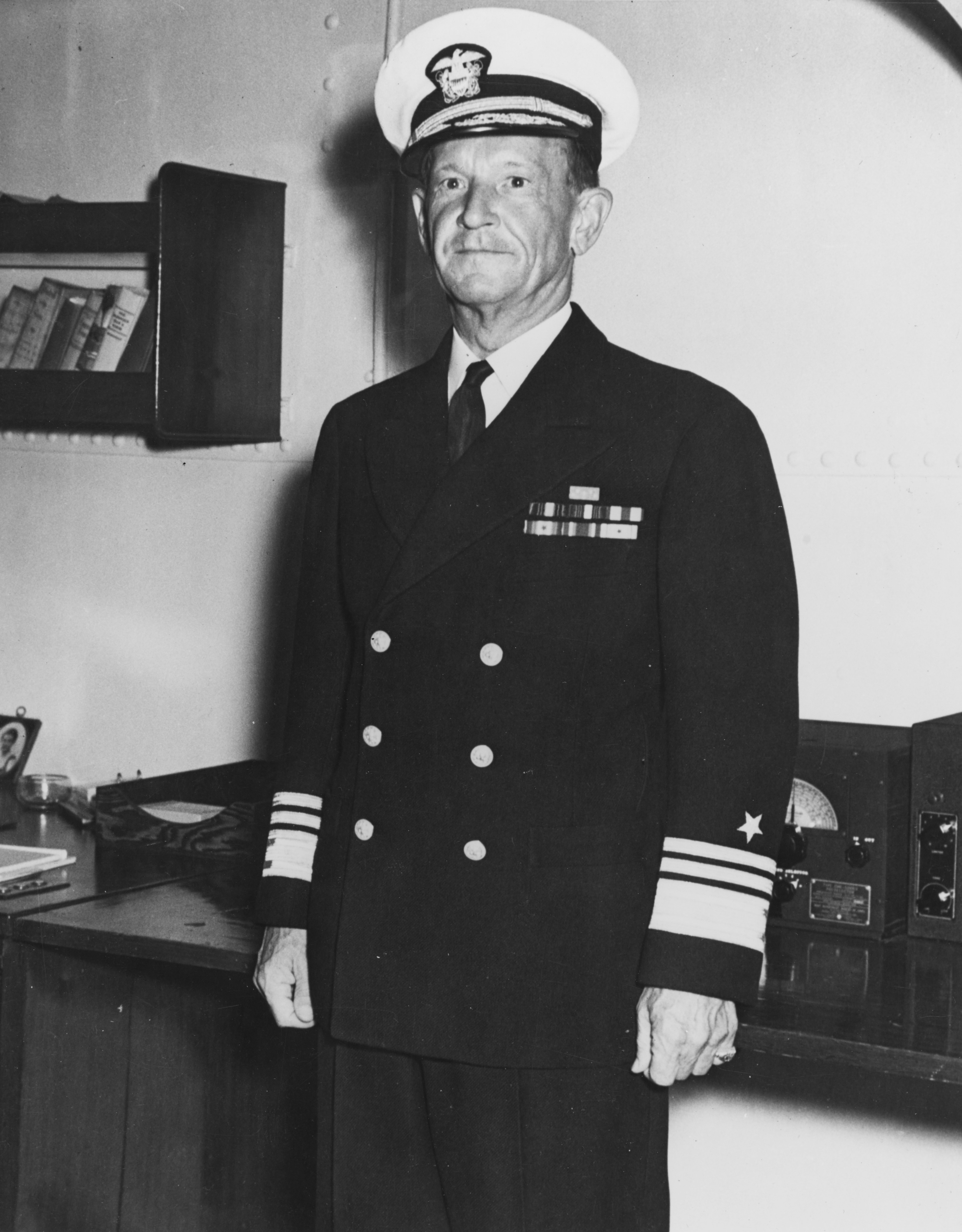
Frank J. Fletcher, commandant de la Task Force 17 de la marine américaine.

L'amiral Chester Nimitz, le nouveau commandant des forces alliées du Pacifique, et son état-major discutèrent des messages déchiffrés et conclurent que les Japonais préparaient probablement une opération majeure dans le Pacifique Sud au début du mois de mai et que Port Moresby était leur objectif probable. Les Alliés considéraient Port Moresby comme une base importante en vue d'une contre-offensive planifiée par Douglas MacArthur contre les forces japonaises dans le sud-ouest du Pacifique. L'état-major de Nimitz conclut également que l'opération japonaise pourrait inclure des attaques aéronavales contre les bases alliées dans les Samoa et à Suva. Nimitz, après avoir consulté l'amiral Ernest King, le chef des opérations navales, décida de contrer l'opération japonaise. Le 27 avril, d'autres rapports des services de renseignement confirmèrent les détails et les cibles des opérations MO et RY.
Le 29 avril, Nimitz ordonna à ses quatre porte-avions et à leurs escortes de se rendre dans la mer de Corail. La Task Force 17 (TF 17), commandée par le contre-amiral Fletcher et composée du porte-avions USS Yorktown, escorté par trois croiseurs et quatre destroyers et soutenu par un groupe de ravitaillement de deux pétroliers et de deux destroyers, se trouvait déjà dans le Pacifique Sud car elle avait quitté Tongatapu le 27 avril et se dirigeait vers la mer de Corail. La TF 11, commandée par le contre-amiral Aubrey Fitch et composée du porte-avions USS Lexington, escorté par deux croiseurs et cinq destroyers, se trouvait entre les Fidji et la Nouvelle-Calédonie. La TF 16, commandée par le contre-amiral William F. Halsey et composée des porte-avions USS Enterprise et USS Hornet, était juste retournée à Pearl Harbor après le raid de Doolittle dans le Pacifique central et ne pouvait donc pas rejoindre le Pacifique Sud à temps pour participer à la bataille. Nimitz plaça Fletcher au commandement des forces navales alliées dans la zone du Pacifique Sud jusqu'à l'arrivée de Halsey avec la TF 16,. Même si les opérations en mer de Corail étaient sous le commandement de MacArthur, Fletcher et Halsey continuèrent à rendre des comptes à Nimitz.
En s'appuyant sur des messages radio interceptés émanant de la TF 16 alors qu'elle rentrait à Pearl Harbor, les Japonais supposèrent que tous les porte-avions américains sauf un se trouvaient dans le Pacifique central. Les Japonais ignoraient la position du dernier porte-avions mais n'envisagèrent pas une réponse aéronavale américaine contre MO jusqu'à ce que la bataille soit largement engagée.

## Bataille

### Prélude
À la fin du mois d'avril, les sous-marins japonais RO-33 et RO-34 partirent en reconnaissance dans la zone où les débarquements étaient planifiés. Ils firent des repérages dans l'archipel des Louisiades et sur la route en direction de Port Moresby depuis l'est. Ils ne virent aucun navire allié dans la zone et retournèrent à Rabaul respectivement le 23 et le 24 avril.
La force d'invasion japonaise de Port Moresby, commandée par le contre-amiral Koso Abe, était composée de 5 000 soldats de l'armée impériale japonaise répartis dans onze navires de transport. L'escorte du convoi était assurée par un croiseur léger et six destroyers sous le commandement du contre-amiral Sadamichi Kajioka. Les navires d'Abe quittèrent Rabaul le 4 mai pour une traversée de 1 560 km en direction de Port Moresby et ils furent rejoints par les unités de Kajioka le lendemain. La flotte progressant à la vitesse de 15 km/h devait passer par le détroit de Jomard à l'extrémité orientale de la Nouvelle-Guinée et arriver à Port Moresby le 10 mai. La garnison alliée de Port Moresby comptait environ 5 300 soldats, mais seule la moitié étaient des fantassins et ils étaient mal équipés et peu entrainés,.

Carte de la bataille du 3 au 9 mai montrant les mouvements des principales forces impliquées.

La force d'invasion de Tulagi était commandée par le contre-amiral Kiyohide Shima et était composée de deux mouilleurs de mines, deux destroyers, deux dragueurs de mines, deux navires ASM et un transport avec 400 soldats. L'attaque était soutenue par le porte-avions léger Shoho, quatre croiseurs lourds et un destroyer, sous le commandement du contre-amiral Aritomo Goto. Une seconde flotte de soutien, commandée par le contre-amiral Kuninori Marumo, composée de deux croiseurs légers, du transport d'hydravions Kamikawa Maru et de trois canonnières rejoignit la flotte de Goto. Une fois la conquête de Tulagi achevée le 3 ou le 4 mai, la flotte devait se repositionner pour couvrir l'invasion de Port Moresby. Inoue dirigea l'opération MO depuis le croiseur Kashima avec lequel il était arrivé à Rabaul depuis Truk le 4 mai.
La flotte de Goto quitta Truk le 28, passa par les îles Salomon entre Bougainville et Choiseul et se positionna près de l'île de Nouvelle-Géorgie. Le groupe de soutien de Marumo quitta l'île de Nouvelle-Irlande le 29 avril en direction d'une baie au sud de l'île Santa Isabel afin d'y établir une base d'hydravions. La force d'invasion de Shima quitta Rabaul le 30 avril.
Le groupe aéronaval avec les porte-avions Zuikaku et Shokaku, deux croiseurs lourds et six destroyers, quitta Truk le 1er mai. Le commandant de la flotte, le vice-amiral Takeo Takagi, se trouvait sur le navire amiral, le croiseur Myoko, tandis que le contre-amiral Chuichi Hara se trouvait sur le Zuikaku d'où il commandait l'aviation embarquée. La flotte devait longer la façade orientale des îles Salomon et entrer dans la mer de Corail au sud de Guadalcanal. Une fois dans la zone, les porte-avions devaient fournir une couverture aérienne à la force d'invasion contre les appareils basés à Port Moresby et contre toute flotte alliée pénétrant dans la mer.
Pour alerter la flotte de la présence éventuelle de navires alliés, les Japonais avaient envoyé les sous-marins I-22, I-24, I-28 et I-29 en reconnaissance à environ 830 km au sud-ouest de Guadalcanal. Les navires sous le commandement de Frank J. Fletcher étaient cependant entrés dans la mer de Corail avant le déploiement des sous-marins et les Japonais ignoraient donc leur présence. Le I-21, envoyé en reconnaissance à Nouméa, fut attaqué par des appareils de l'USS Yorktown le 2 mai. Le submersible ne fut pas touché mais son équipage ne sembla pas réaliser qu'il avait été attaqué par des appareils embarqués. Le RO-33 et le RO-34 furent également déployés pour bloquer Port Moresby et arrivèrent devant le port le 5 mai. Pourtant, aucun sous-marin ne participa à la bataille de la mer de Corail,.

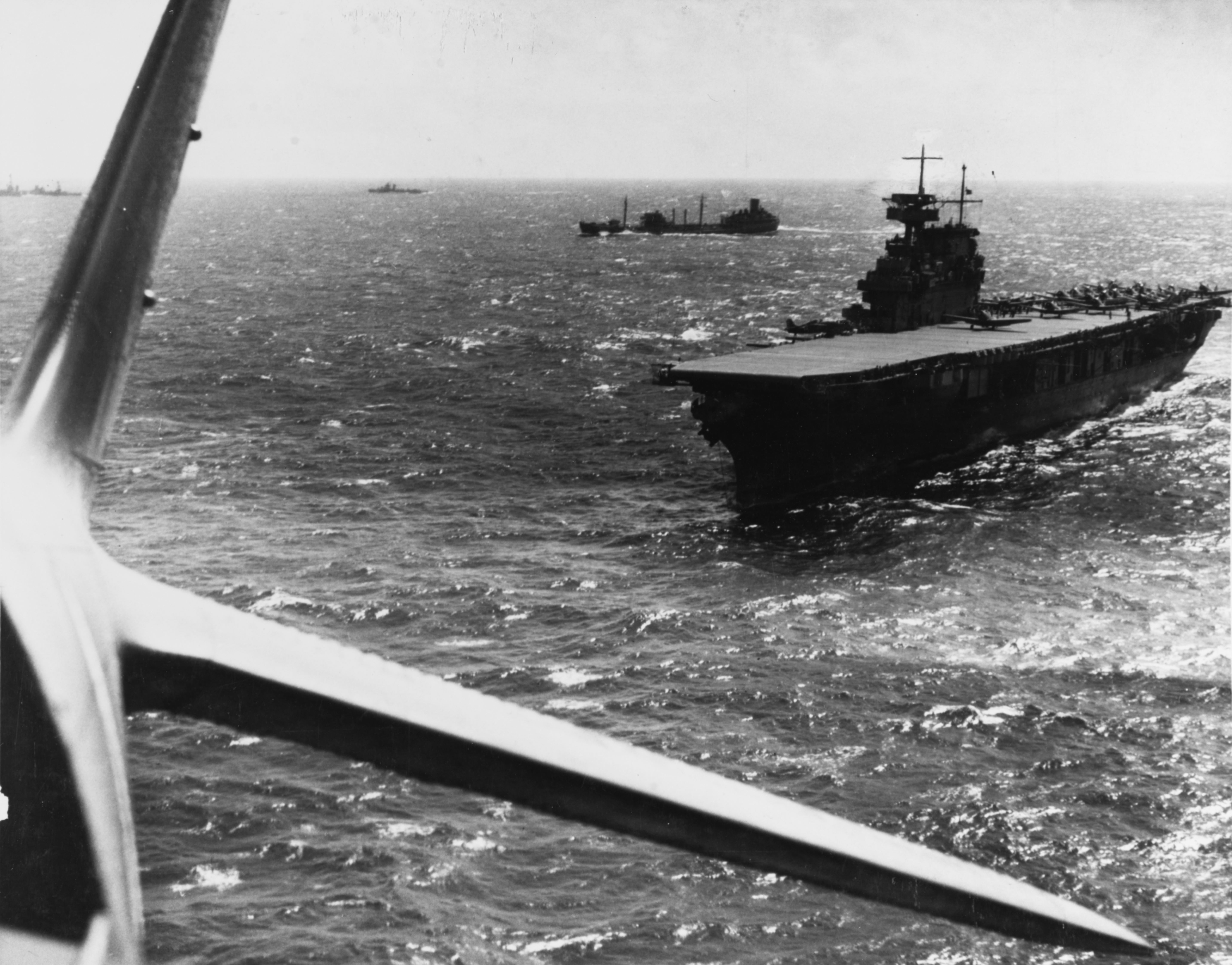
L'USS Yorktown réalise des exercices de décollage avant la bataille. Un pétrolier est visible à l'arrière-plan.

Le matin du 1er mai, la TF 17 et la TF 11 se rejoignirent à environ 560 km au nord de la Nouvelle-Calédonie. Fletcher fit immédiatement ravitailler la TF 11 et la TF 17 par respectivement les pétroliers USS Tippecanoe et USS Neosho. La TF 17 termina son ravitaillement le lendemain mais la TF 11 indiqua que le sien ne serait pas achevé avant le 4 mai. Fletcher choisit d'envoyer la TF 17 vers le nord-ouest en direction des Louisiades et il ordonna à la TF 11 de rallier la TF 44 en provenance de Sydney et de Nouméa une fois qu'elle aurait terminé son ravitaillement. La TF 44 était une force navale commandée par le contre-amiral australien John Crace et composée des croiseurs HMAS Australia, HMAS Hobart et USS Chicago ainsi que trois destroyers. Après la fin de sa mission de ravitaillement avec la TF 11, l'USS Tippecanoe quitta la mer de Corail pour fournir du carburant aux navires alliés basés à Éfaté,.

### Tulagi
Le matin du 3 mai, la force de Shima arriva au large de Tulagi et commença à débarquer des troupes pour occuper l'île. Tulagi était sans défense car la petite garnison composée de commandos australiens et d'une unité de reconnaissance de la Royal Australian Air Force avait évacué juste avant l'arrivée de Shima. Les Japonais entreprirent immédiatement la construction d'un centre de communications et d'une base pour hydravions. Les appareils du Shoho couvrirent le débarquement jusque dans l'après-midi lorsque la flotte de Goto se rendit à Bougainville pour se ravitailler en préparation de l'attaque de Port Moresby.
À 17 h le 3 mai, Frank J. Fletcher apprit que la flotte d'invasion de Tulagi avait été repérée la veille et qu'elle approchait du sud des îles Salomon. À l'insu de Fletcher, la TF 11 avait terminé son ravitaillement plus tôt que prévu et se trouvait à moins de 110 km à l'est de la TF 17 mais ne pouvait communiquer sa position car Fletcher avait ordonné un silence radio. Le 2 mai, la flotte de Shima fut repérée par un appareil américain basé en Australie ou par un coastwatcher des Salomon. La TF 17 modifia son cap et se dirigea à 50 km/h en direction de Guadalcanal pour lancer dès le lendemain des frappes aériennes contre les forces japonaises à Tulagi.
Le 4 mai, depuis une position située à 190 km au sud de Guadalcanal, 60 appareils de la TF 17 menèrent trois attaques successives contre les navires de Shima au large de Tulagi. Les avions de l'USS Yorktown surprirent les Japonais et coulèrent le destroyer Kikuzuki et trois des dragueurs de mines, endommagèrent quatre autres navires et détruisirent quatre hydravions soutenant le débarquement. Les Américains perdirent trois appareils mais tous les pilotes furent secourus. Après avoir récupéré ses avions dans la soirée du 4 mai, la TF 17 se retira vers le sud. Malgré les dégâts, les Japonais poursuivirent la construction de la base d'hydravions et commencèrent à mener des missions de reconnaissance depuis l'île à partir du 6 mai.
Le groupe aéronaval de Takagi se ravitaillait à 650 km au nord de Tulagi lorsqu'il apprit l'attaque américaine du 4 mai. Takagi termina le ravitaillement, se dirigea vers le sud et envoya des appareils de reconnaissance dans l'est des Salomon. Comme les Américains ne se trouvaient pas dans la zone, ses appareils revinrent bredouilles.

### Recherches aériennes
À 8 h 16, le 5 mai, la TF 17 rejoignit la TF 11 et la TF 44 à 590 km au sud de Guadalcanal. À peu près au même moment, quatre chasseurs F4F Wildcat de l'USS Yorktown interceptèrent un Kawanishi Type 97 de reconnaissance basé dans les îles Shortland et l'abattirent à 20 km de la TF 11. Le pilote n'eut pas le temps de transmettre son rapport avant de s'écraser, mais constatant qu'il ne revenait pas à sa base, les Japonais supposèrent correctement qu'il avait été abattu par un appareil basé sur un porte-avions.
Un message provenant de Pearl Harbor informa l'amiral Frank J. Fletcher que les renseignements avaient déduit que les Japonais planifiaient de débarquer leurs troupes à Port Moresby le 10 mai et que leurs porte-avions se trouveraient vraisemblablement à proximité du convoi d'invasion. Fletcher décida donc de ravitailler la TF 17 avec le ravitailleur Neosho et le 6 mai, il planifia de mener ses forces vers le nord en direction des Louisiades et de déclencher la bataille le 7 mai.

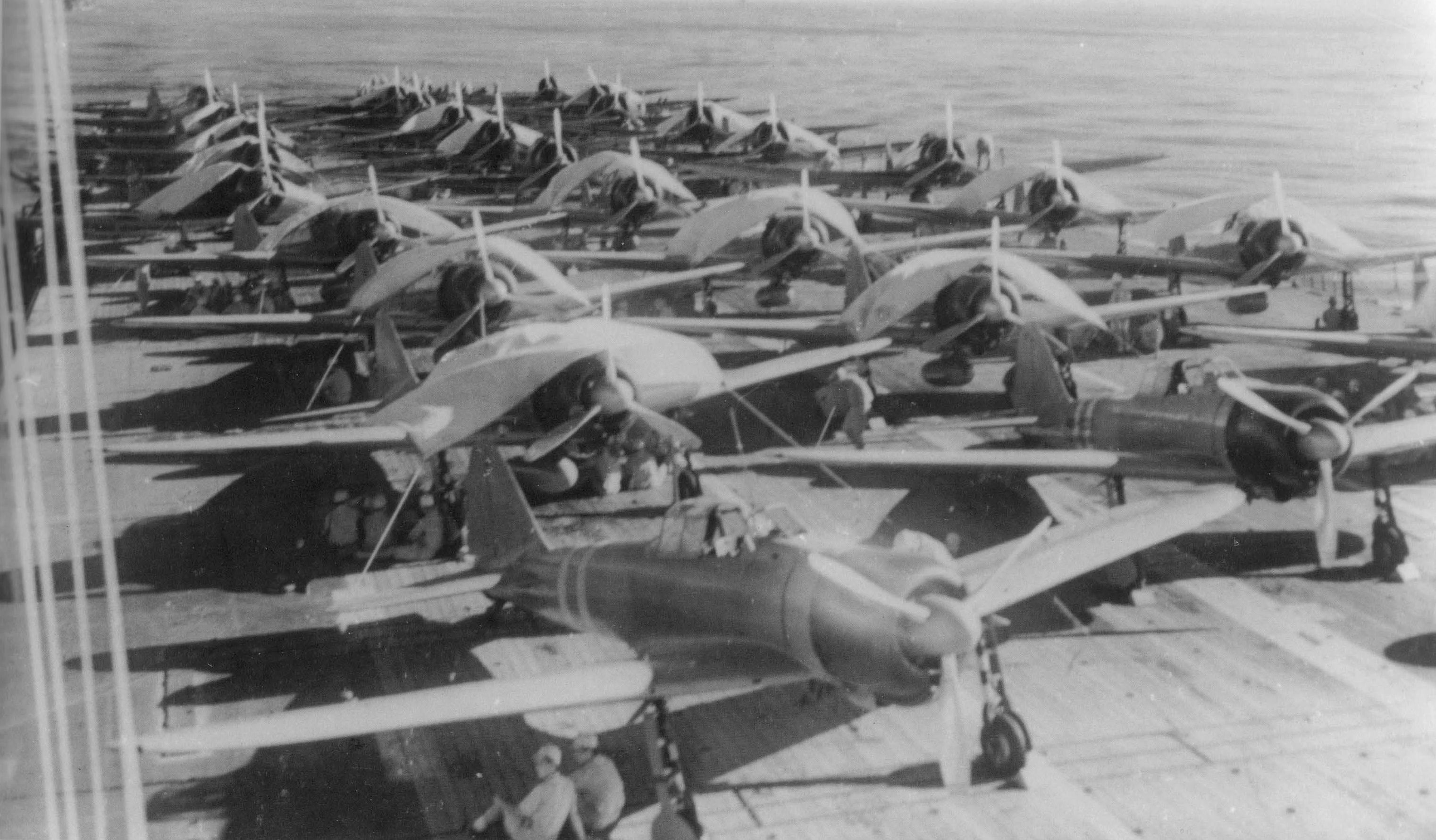
Appareils sur le pont d'envol du Zuikaku le 5 mai.

Dans le même temps, le groupe aéronaval de Takagi longea la côte est des îles Salomon durant le 5 mai et tourna au sud de l'île San Cristobal pour entrer dans la mer de Corail après être passé entre Guadalcanal et l'île Rennel à l'aube du 6 mai. Takagi commença à ravitailler ses navires à 330 km à l'ouest de Tulagi en préparation de la bataille de porte-avions qu'il prévoyait pour le lendemain,.
Le 6 mai, Fletcher incorpora la TF 11 et la TF 44 au sein de la TF 17. Croyant que les porte-avions japonais se trouvaient toujours bien au nord près de Bougainville, il poursuivit ses opérations de ravitaillement. Des patrouilles de reconnaissance menées à partir des porte-avions américains tout au long de la journée échouèrent à localiser tout navire japonais ; en effet, ces derniers se trouvaient juste au-delà de la zone de surveillance,.
À 10 h, un hydravion de reconnaissance Kawanishi en provenance de Tulagi repéra la TF 17 et son pilote en informa ses supérieurs. L'amiral Takeo Takagi reçut l'information à 10 h 50. À ce moment, sa force se trouvait à environ 560 km au nord de celle de Fletcher, juste à la limite de la portée de son aviation embarquée. Takagi, dont les navires continuaient à être ravitaillés, n'était pas prêt à engager le combat. Il conclut, en s'appuyant sur le rapport de reconnaissance, que la TF 17 se dirigeait vers le sud et augmentait l'écart entre les deux flottes. De plus, les navires de Fletcher se trouvaient sous une épaisse couverture nuageuse et Takagi et Hara jugèrent qu'il serait difficile pour les avions américains de localiser les porte-avions japonais. Takagi détacha ses deux porte-avions et deux destroyers sous le commandement de l'amiral Hara en direction de la TF 17 à environ 38 km/h afin d'être prêt à l'attaque aux premières lueurs du 7 mai tandis que le reste de ses navires termineraient leur ravitaillement.
Des bombardiers B-17 américains basés en Australie attaquèrent à plusieurs reprises la flotte d'invasion de Port Moresby, dont les navires de l'amiral Aritomo Goto, mais sans résultats. Le quartier général de MacArthur informa l'amiral Fletcher des attaques et de la position de la flotte d'invasion japonaise. Le message de Douglas MacArthur indiquant que le porte-avions Shoho avait été repéré à environ 787 km au nord-ouest de la TF 17 convainquit Fletcher que des porte-avions accompagnaient la force d'invasion japonaise.

Carte de la bataille du 6 au 8 mai. Si vous regardez [//commons.wikimedia.org/wiki/File:Csani.gif?uselang=fr cette image dans Commons], vous obtiendrez plus de détails, ainsi que des instructions pour voir une animation.

À 18 h, la TF 17 termina son ravitaillement et Fletcher détacha le Neosho avec un destroyer, l'USS Sims, pour qu'ils se positionnent plus au sud. La TF 17 se tourna ensuite vers le nord-ouest en direction de l'île Rossel dans les Louisiades. À 20 h, à l'insu des deux adversaires, les porte-avions américains et japonais n'étaient distants que de 130 km. À ce moment, l'amiral Chuichi Hara ordonna un changement de cap pour rejoindre les navires de l'amiral Takeo Takagi qui avaient terminé leur ravitaillement et se dirigeaient dans la direction de Hara.
Dans la nuit du 6 au 7 mai, le Kamikawa Maru déploya une base pour hydravions au nord des Louisiades pour fournir un soutien aérien à l'invasion de Port Moresby. Le reste de la flotte de couverture du contre-amiral Kuninori Marumo se positionna près des îles d'Entrecasteaux pour aider à la défense du convoi du contre-amiral Koso Abe en approche.

### 7 mai

#### Frappes matinales
À 6 h 25 le 7 mai, la TF 17 se trouvait à 213 km au sud de l'île Rossel. À ce moment, l'amiral Frank J. Fletcher envoya la flotte de croiseurs et de destroyers du vice-amiral John Crace, renommée TF 17,3, pour bloquer le détroit de Jomard. L'amiral Fletcher savait que la flotte de Crace opérerait sans couverture aérienne car les appareils des porte-avions seraient occupés par l'attaque des navires japonais. Le détachement de cette flotte réduisait également la protection antiaérienne de ses porte-avions, mais Fletcher décida que le risque en valait la peine pour éviter que les Japonais ne profitent de l'affrontement pour débarquer à Port Moresby,.
Pensant que le groupe aéronaval de Takagi se trouvait quelque part au nord de sa position, autour des Louisiades, l'amiral Fletcher demanda à l'USS Yorktown d'envoyer 10 bombardiers en piqué SBD pour reconnaître la zone à partir de 6 h 19. Dans le même temps, l'amiral japonais Takagi, situé à environ 560 km à l'est de la position de Fletcher, lança 12 torpilleurs Nakajima B5N à 6 h pour essayer de localiser la flotte américaine. L'amiral Hara considérait que les navires de l'amiral américain Fletcher se trouvaient au sud et il conseilla à l'amiral Takagi d'envoyer des appareils dans la zone. Les croiseurs Kinugasa et Furutaka lancèrent quatre hydravions pour explorer le sud-est des Louisiades. D'autres avions furent envoyés de Tulagi, de Rabaul et des Louisiades. Dans le même temps, les deux flottes préparaient leurs appareils pour qu'ils soient prêts à attaquer une fois que la flotte adverse aurait été localisée,.

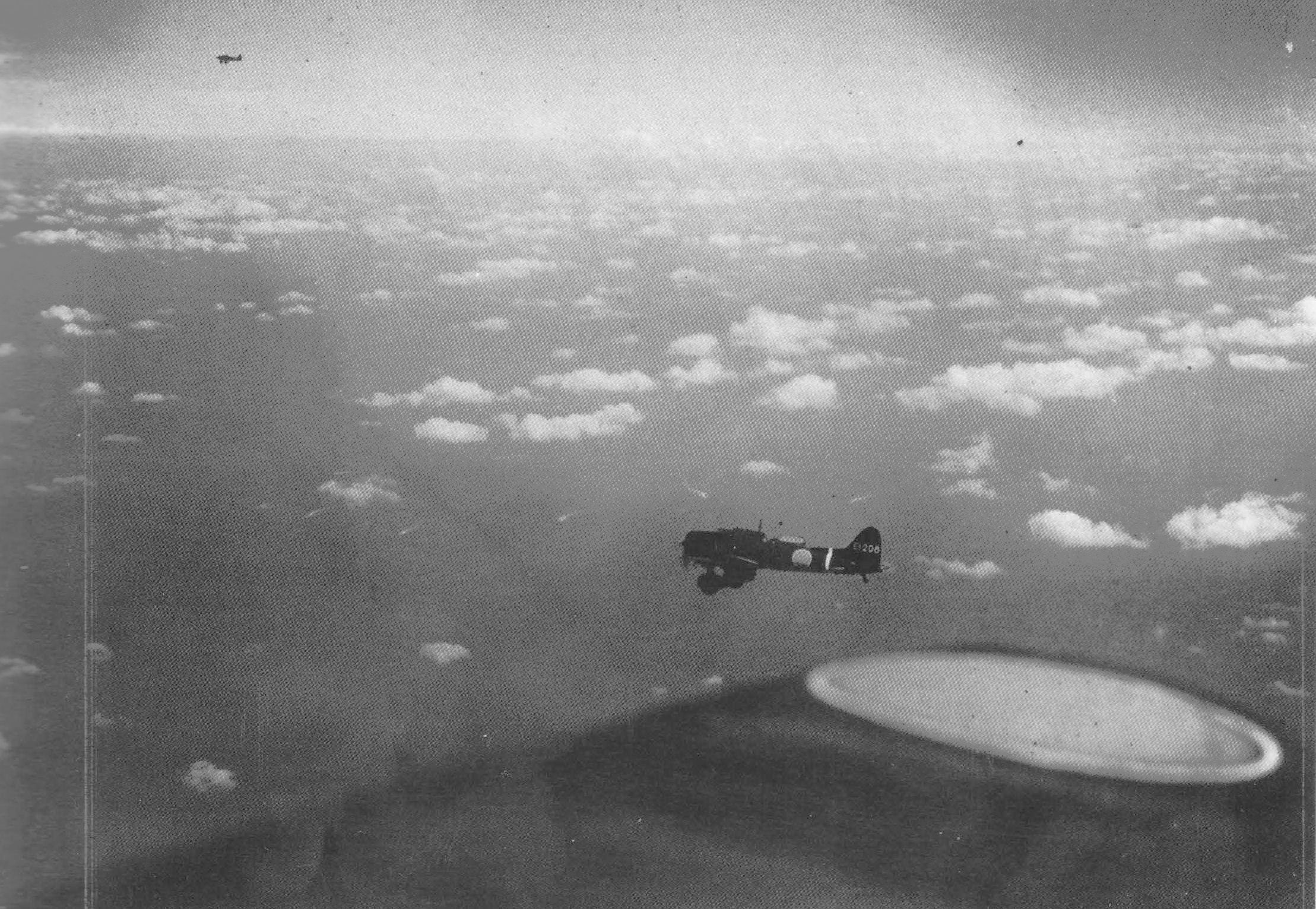
Bombardiers en piqué japonais Aichi D3A Type 99 se dirigeant vers la position présumée des porte-avions américains le 7 mai.

À 7 h 22, l'un des appareils du Shokaku rapporta qu'il avait repéré des appareils américains à 302 km de la flotte de Takagi. Un autre appareil confirma rapidement que le groupe était composé d’« un porte-avions, d’un croiseur et de trois destroyers ». En réalité, l'avion de reconnaissance avait repéré mais mal identifié l’USS Neosho et l’USS Sims. Croyant qu'il avait localisé les porte-avions américains, l'amiral Hara, avec le soutien de Takagi, lança tous ses appareils disponibles. 78 avions dont 18 chasseurs Zero, 36 bombardiers en piqué D3A et 24 bombardiers-torpilleurs décollèrent du Shokaku et du Zuikaku à 8 h et se rendirent vers la cible désignée à 8 h 15.
À 8 h 20, l’un des appareils du Furutaka repéra les porte-avions et en informa immédiatement le quartier général d'Inoue à Rabaul qui transmit le message à Takagi. L'observation fut confirmée par un hydravion du Kinugasa à 8 h 30. Les amiraux Takagi et Hara, troublés par les deux messages opposés qu'ils reçurent, décidèrent de poursuivre l'attaque des navires au sud mais s'orientèrent vers le nord-ouest pour se rapprocher des navires repérés par l'hydravion du Furutaka. Ils avaient considéré que les rapports différents signifiaient que les porte-avions américains opéraient en deux groupes séparés.
À 8 h 15, un bombardier en piqué SBD de l'USS Yorktown repéra la flotte de soutien de l'invasion de l'amiral Goto. Le pilote se trompa dans le message codé et signala la présence de « deux porte-avions et quatre croiseurs lourds » à 417 km au nord-ouest de la TF 17. L'amiral américain Fletcher conclut que la principale force aéronavale japonaise avait été repérée et il lança tous ses appareils disponibles contre elle. À 10 h 13, l'escadrille de 93 avions composée de 18 F4F Wildcat, 53 bombardiers en piqué SBD et 22 TBD Devastator était en route. À 10 h 12, l'amiral Fletcher reçut un autre rapport envoyé par un groupe de trois B-17 indiquant la présence d'un porte-avions, de dix transports et de seize navires de guerre à 56 km au sud de la position repérée par le pilote du SBD. Les deux pilotes avaient en réalité vu la même chose : le Shōhō, les croiseurs de l'amiral Goto et la force d'invasion de Port Moresby. Croyant que l'observation des B-17 était la principale flotte aéronavale japonaise, l'amiral Fletcher orienta ses appareils en direction de cette cible.

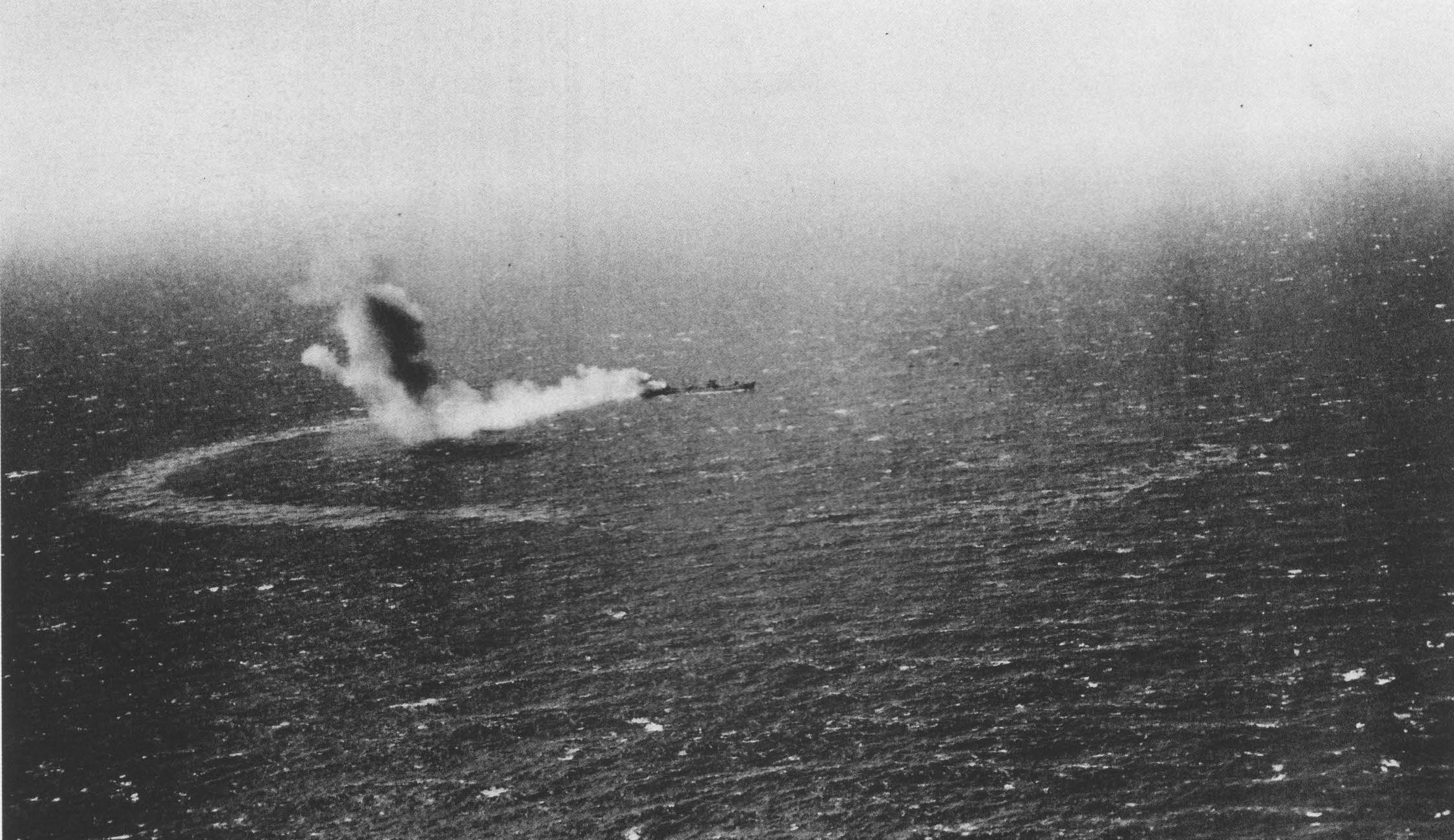
L' est en feu et coule lentement à la suite de l'attaque japonaise.

À 9 h 15, les appareils de Takagi arrivèrent sur la zone désignée, repérèrent l'USS Neosho et l'USS Sims et cherchèrent en vain les porte-avions américains. C'est seulement à 10 h 51 que les équipages du Shokaku réalisèrent leur erreur et la confusion entre le pétrolier et le destroyer avec des porte-avions. Takagi réalisa alors que les porte-avions américains se trouvaient entre lui et le convoi d'invasion, ce qui plaçait ce dernier en très grand danger. Il ordonna à ses appareils d'attaquer immédiatement l'USS Neosho et l'USS Sims et de rentrer le plus vite possible sur les porte-avions. À 11 h 15, les bombardiers-torpilleurs et les chasseurs abandonnèrent leur mission et retournèrent vers les porte-avions avec leurs munitions tandis que les 36 bombardiers en piqué attaquèrent les deux navires américains,.
Quatre bombardiers en piqué attaquèrent l'USS Sims et le reste plongea sur l'USS Neosho. Le destroyer fut coupé en deux par trois bombes et coula immédiatement. Il n'y eut que 14 survivants sur les 192 membres d'équipage. L'USS Neosho fut touché par sept bombes et l'un des bombardiers, endommagé par la DCA, s'écrasa sur le pétrolier. Gravement endommagé et privé d'énergie, le navire sombra lentement mais il eut le temps d'informer l'amiral Fletcher de l'attaque même s'il donna une mauvaise position.

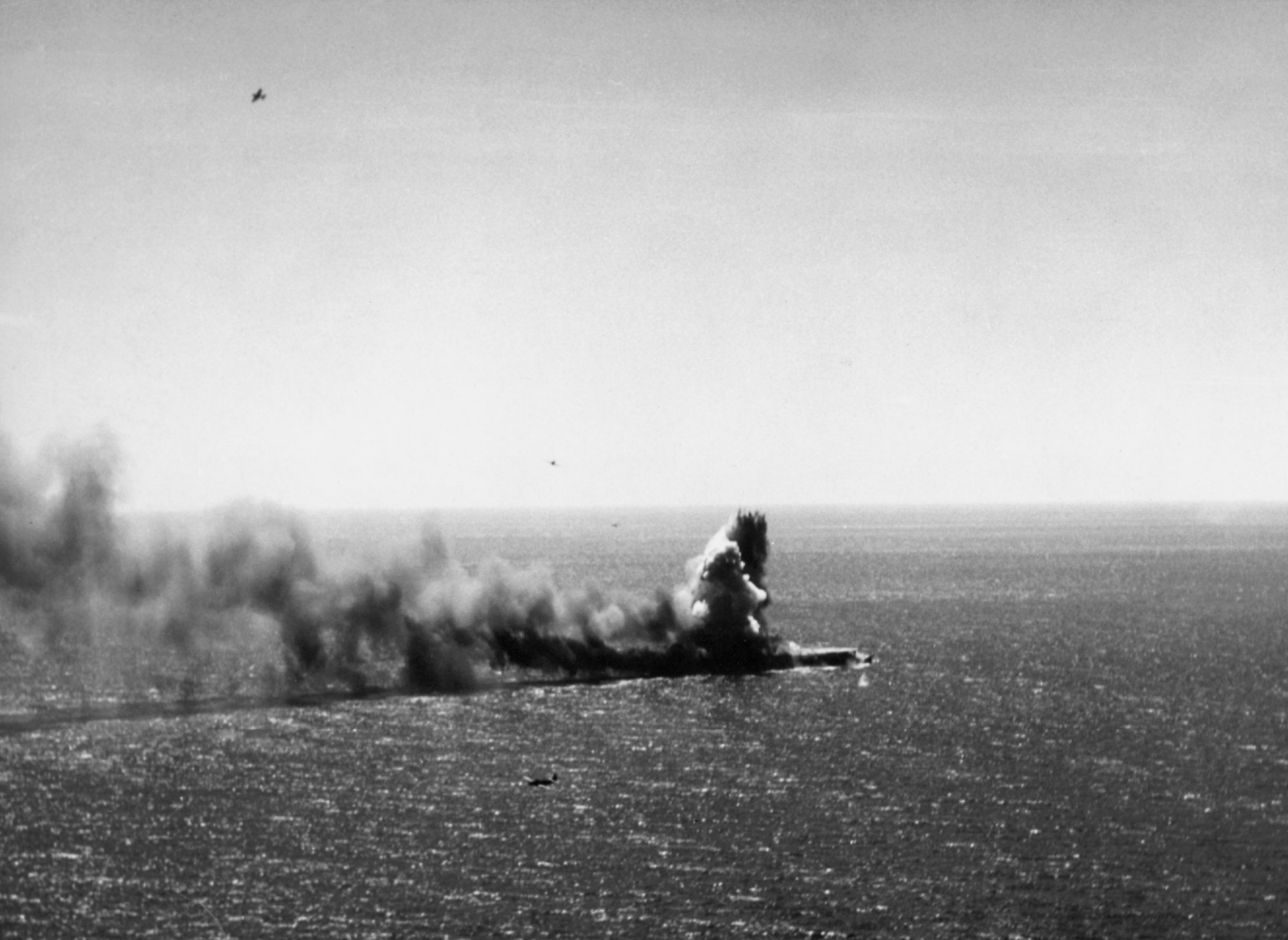
Le Shoho est bombardé et torpillé par des appareils américains.

Les appareils américains repérèrent le Shoho au nord-est de l'île Misima à 10 h 40 et se déployèrent pour l'attaque. Le porte-avions japonais était protégé par six Zeros et deux A5M tandis que le reste des avions étaient préparés dans les ponts inférieurs. Les croiseurs de Goto étaient disposés en carré autour du porte-avions à une distance d'environ 2 700 à 4 600 m,.
Le premier groupe d'attaque, venant de l'USS Lexington, toucha le Shoho avec deux bombes de 450 kg et cinq torpilles qui causèrent de lourds dégâts. À 11 h, le groupe de l'USS Yorktown attaqua le porte-avions en feu et presque immobile avec 11 autres bombes de 450 kg et au moins deux torpilles. Complètement démoli, le Shoho sombra à 11 h 35. Craignant d'autres attaques, l'amiral Goto retira ses navires de guerre vers le nord mais il envoya le destroyer Sazanami pour secourir les survivants à 14 h. Seul 203 des 834 marins du navire furent retrouvés. Trois avions américains furent abattus. Les 18 appareils du Shoho furent perdus mais trois pilotes de la patrouille de défense du navire parvinrent à amerrir dans les Louisiades et survécurent.

#### Opérations de l'après-midi
Les appareils américains se posèrent sur leurs porte-avions à partir de 13 h 38 et, à 14 h 20, les avions étaient prêts à repartir pour intercepter la flotte d'invasion de Port Moresby ou le groupe des croiseurs de Goto. L'amiral Fletcher s'inquiétait cependant de la position des autres porte-avions japonais. Il avait été informé que les services de renseignements alliés pensaient que l'opération MO pouvait être couverte par quatre porte-avions. il en conclut que lorsque ses appareils de reconnaissance repéreraient le groupe aéronaval japonais, il serait difficile de mener une attaque avant la tombée de la nuit. Il annula donc l'assaut et décida de rester dissimulé dans le temps couvert avec des chasseurs prêts à décoller en cas de besoin. La TF 17 mit le cap au sud-est,.
Ayant appris la destruction du Shoho, l'amiral Inoue ordonna au convoi d'invasion de se retirer temporairement au nord et ordonna à l'amiral Takagi, à ce moment à 417 km à l'est de la TF 17, de détruire les porte-avions américains. Alors que la flotte d'invasion se retirait, elle fut attaquée par huit bombardiers B-17 de l'US Air Force mais ces derniers ne causèrent aucun dégât. L'amiral Goto et le contre-amiral Kajioka reçurent l'ordre de disposer leurs navires au sud de l'île Rossel dans l'éventualité d'un combat nocturne si les navires américains passaient à proximité.
À 12 h 40, un hydravion japonais repéra la force du vice-amiral australien Crace à 144 km des Louisiades orientée à 175°. À 13 h 15, un appareil de Rabaul repéra aussi la flotte de Crace mais le pilote se trompa en rapportant que la force comprenait deux porte-avions et se trouvait à 213 km des Louisiades suivant un cap au 205°. S'appuyant sur ces rapports, l'amiral Takagi, qui attendait toujours le retour des appareils partis attaquer l'USS Neosho, orienta ses porte-avions vers l'ouest à 13 h 30 et indiqua à Inoue à 15 h que les porte-avions américains se trouvaient à au moins 800 km à l'ouest de sa position et qu'il ne pourrait pas les attaquer avant la nuit.

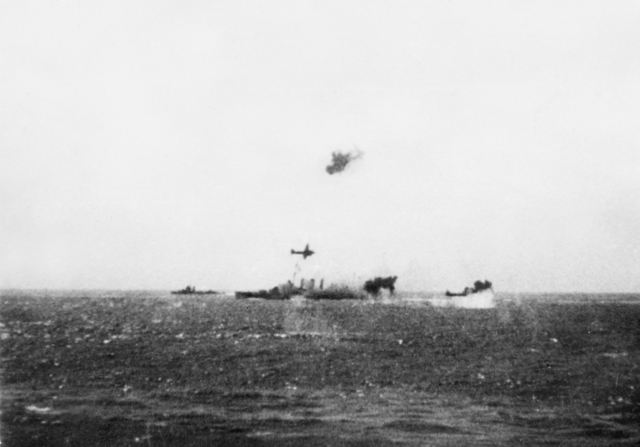
Le HMAS Australia (au centre) est attaqué par des avions japonais le 7 mai.

L'état-major d'Inoue dirigea deux groupes d'attaque de Rabaul, déjà en vol depuis le matin, en direction de la flotte de Crace. Le premier groupe comprenait 12 bombardiers-torpilleurs G4M et le second était composé de 19 appareils G3M d'attaque au sol équipés de bombes. Les deux escadrons attaquèrent les navires de Crace à 14 h 30 et rapportèrent avoir coulé un « cuirassé de classe Tennessee », tout comme avoir endommagé un autre cuirassé et un croiseur. En réalité, les navires de Crace n'avaient pas été touchés et ils avaient abattus quatre G4M. Peu de temps après, trois B-17 américains bombardèrent par erreur le groupe de Crace mais sans causer de dommages.
À 15 h 26, Crace indiqua à Fletcher qu'il ne pourrait pas réaliser sa mission sans soutien aérien. Crace se retira vers le sud à environ 410 km au sud-est de Port Moresby pour s'éloigner de la menace des appareils japonais tout en restant suffisamment proche pour intercepter toute force navale japonaise. Les navires de Crace manquaient de carburant mais comme Fletcher maintenait le silence radio, Crace n'avait aucune idée de sa position, de son cap ou de ses intentions.
Peu après 15 h, le Zuikaku reçut le message d'un hydravion rapportant, incorrectement, que la flotte de Crace avait changé de cap en direction du sud-est. L'amiral japonais Takagi supposa que l'appareil suivait discrètement les porte-avions de Fletcher et détermina que si les navires alliés continuaient sur leur cap, ils arriveraient à portée de l'aviation embarquée même si les appareils devraient rentrer de nuit. Afin de confirmer la position des porte-avions américains, Hara envoya un escadron de huit bombardiers-torpilleurs à 15 h 15 pour reconnaitre une zone à 370 km à l'ouest. Après être arrivés sur place, ils cherchèrent sans succès les navires américains et revinrent sur leurs porte-avions. À 16 h 15, Hara envoya 27 bombardiers des deux porte-avions en direction de l'ouest.
À 17 h 47, la TF 17 opérait sous une épaisse couverture nuageuse à 370 km à l'ouest de la position de Takagi quand elle détecta l'escadron japonais volant dans sa direction. Fletcher mit le cap au sud et envoya 11 F4F Wildcat pour les intercepter. La formation japonaise fut prise par surprise et neuf appareils furent détruits tandis que trois avions américains étaient abattus.
Ayant subi de lourdes pertes, les officiers de l'escadron japonais annulèrent la mission. Ils larguèrent leurs bombes et retournèrent à leurs porte-avions. Le Soleil s'étant couché à 18 h 30, plusieurs bombardiers japonais approchèrent les porte-avions américains dans l'obscurité et certains se préparèrent même à se poser[pas clair] avant d'être repoussés par les tirs des destroyers. À 20 h, les flottes américaines et japonaises étaient distantes de 190 km. Takagi alluma les lumières de ses navires pour guider les 18 appareils survivants et tous furent récupérés à 22 h.
À 15 h 18 et 17 h 18, l'USS Neosho informa la TF 17 qu'il dérivait vers le nord-ouest et qu'il était en train de couler. Le rapport de l'USS Neosho de 17 h 18 mentionnait de mauvaises coordonnées et cela gêna les opérations de secours. De manière plus significative, Fletcher apprit que son ravitaillement en pétrole le plus proche était perdu,.
Les opérations aériennes s'arrêtèrent à la tombée de la nuit. L'Américain Fletcher ordonna à la TF 17 de se diriger vers l'ouest pour être prêt à lancer son aviation dès l'aube. L'Australien Crace s'orienta également vers l'ouest pour rester à distance de combat des Louisiades. Le Japonais Inoue demanda à Takagi de détruire les porte-avions américains et il repoussa les débarquements de Port Moresby au 12 mai. Takagi choisit de mener ses porte-avions vers le nord durant la nuit pour offrir une meilleure protection au convoi d'invasion et pour concentrer ses recherches à l'ouest et au sud. Les Japonais Goto et Kajioka furent incapables de positionner et de coordonner leurs navires pour mener une attaque nocturne.
Les deux camps espéraient trouver la flotte adverse tôt le lendemain et passèrent la nuit à se préparer pour la bataille anticipée. En 1972, le vice-amiral américain H. S. Duckworth, après avoir lu les documents japonais sur la bataille, commenta : « Sans aucun doute, le 7 mai 1942, la mer de Corail fut la zone de combat la plus confuse de l'histoire du monde,. » Hara déclara ultérieurement au chef d'état-major de Yamamoto, l'amiral Matome Ugaki, qu'il était si contrarié par la « malchance » que les Japonais avaient connue le 7 mai, qu'il pensa quitter la marine.

### 8 mai

#### Attaque des porte-avions japonais
À 6 h 15 le 8 mai, depuis une position à 190 km à l'est de l'île Rossel, l'amiral japonais Hara lança sept bombardiers-torpilleurs pour explorer une zone à 460 km au sud de sa position. Trois appareils de Tulagi et un quatrième de Rabaul participèrent également à la reconnaissance. À 7 h, le groupe aéronaval tourna vers le sud-ouest et fut rejoint par deux des croiseurs de l'amiral Goto, le Kinugasa et le Furutaka, pour fournir un rideau défensif supplémentaire. Le convoi d'invasion dirigé par Goto et les navires du contre-amiral Kajioka, se mirent en route en direction d'un point de rendez-vous à 74 km à l'est de l'île Woodlark pour attendre l'issue de la bataille. Durant la nuit, le front chaud et la couverture nuageuse qui avait dissimulé les porte-avions américains le 7 mai se déplaça vers le nord et couvrait maintenant la flotte japonaise, ce qui limitait la visibilité à une distance de 3,7 à 23 km.

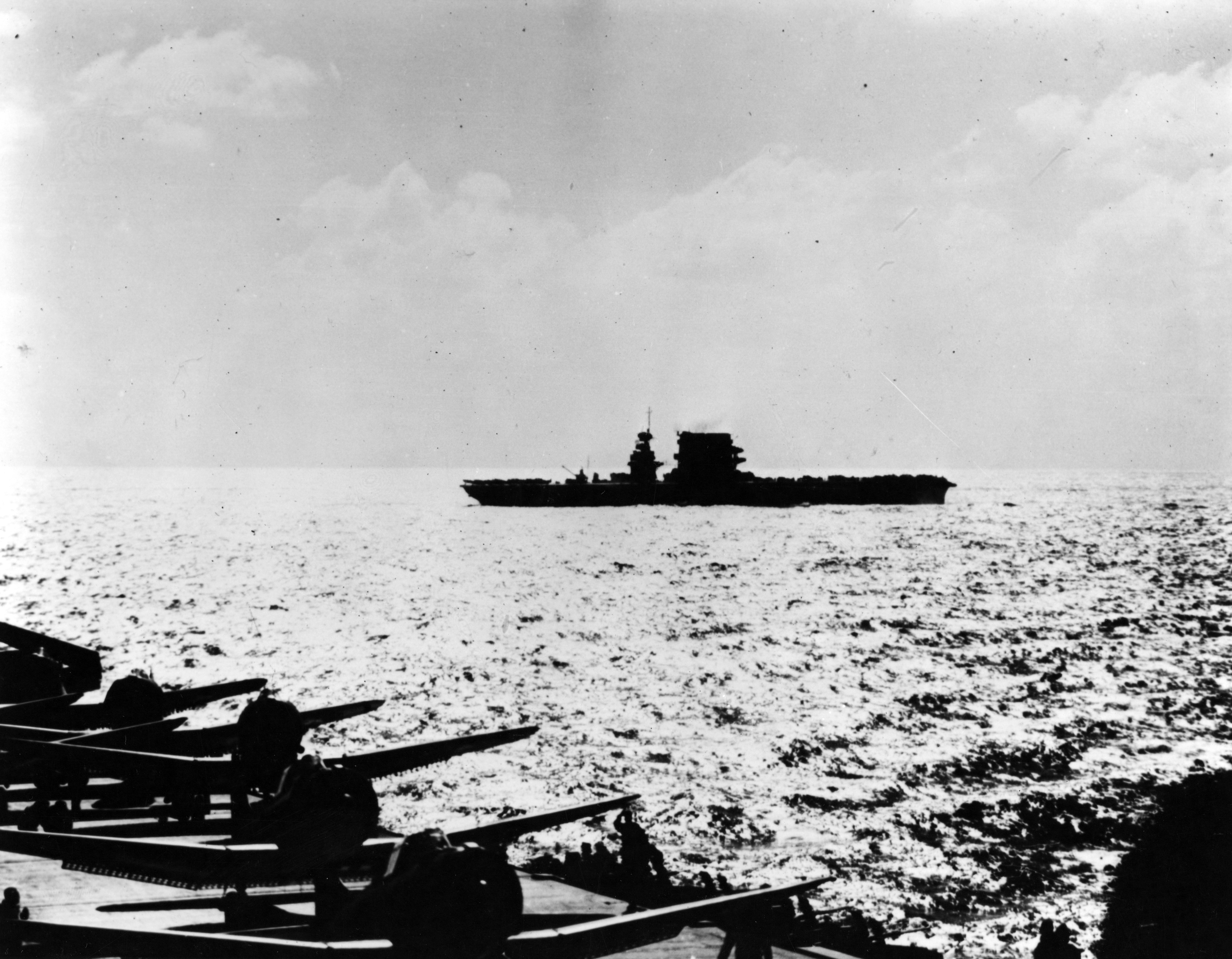
L' (au premier plan) et l' se préparent à lancer leurs appareils le matin du 8 mai sous un ciel clément.

À 6 h 35, la TF 17 opérant sous le contrôle tactique de l'amiral Aubrey Fitch était positionnée à 330 km au sud des Louisiades. Elle lança 18 SBD pour mener une reconnaissance à 360° autour du navire jusqu'à une distance de 370 km. Le ciel au-dessus des navires américains était clair et la visibilité de 31 km.
À 8 h 20, un SBD de l'USS Lexington repéra les porte-avions japonais à travers un trou dans les nuages et il avertit la TF 17. Deux minutes plus tard, un appareil du Shokaku repéra la TF 17 et en informa Hara. Les deux flottes étaient distantes d'environ 390 km et se dépêchèrent de lancer leur force de frappe.
À 9 h 15, les porte-avions japonais lancèrent un groupe conjoint de 18 chasseurs, 33 bombardiers en piqué et 18 bombardiers-torpilleurs commandé par le lieutenant-commandeur Kakuichi Takahashi. Les Américains lancèrent deux groupes séparés. L'escadron de l'USS Yorktown était composé de 6 chasseurs, de 24 bombardiers en piqué et de 9 bombardiers-torpilleurs et commença sa progression à 9 h 15. Le groupe de l'USS Lexington comprenait 9 chasseurs, 15 bombardiers en piqué et 12 bombardiers-torpilleurs et se mit en route à 9 h 25. Les deux groupes aéronavals ennemis mirent le cap l'un sur l'autre pour réduire la distance de retour de leurs appareils.
Les bombardiers en piqué de l'USS Yorktown arrivèrent au niveau de la flotte japonaise à 10 h 32 et attendirent l'arrivée des bombardiers-torpilleurs plus lents pour mener une attaque simultanée. À ce moment, le Shokaku et le Zuikaku étaient distants de 9 100 m l'un de l'autre et ce dernier était caché par un rideau de pluie. Les deux porte-avions étaient protégés par 16 chasseurs Zero. Les bombardiers en piqué de l'USS Yorktown commencèrent leur attaque du Shokaku à 10 h 57. Le navire vira fortement sur tribord mais fut touché par deux bombes de 450 kg qui éventrèrent le gaillard d'avant et causèrent de gros dégâts au pont et aux hangars. Aucun des bombardiers-torpilleurs de l'USS Yorktown ne parvint à toucher le navire japonais. Deux bombardiers en piqué américains et deux Zeros furent abattus durant le combat.

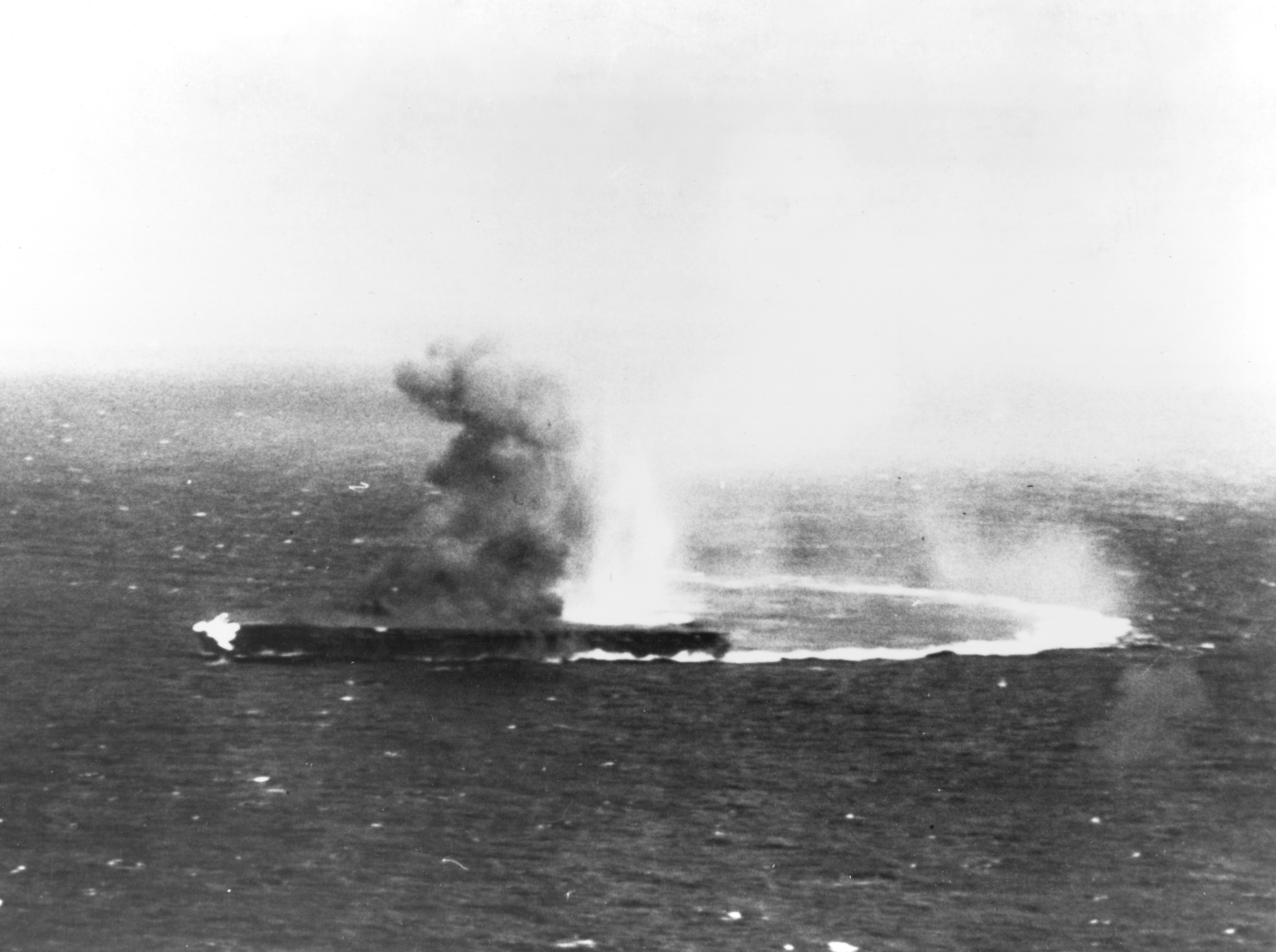
Le Shokaku en feu est photographié depuis un appareil américain.

Les appareils de l'USS Lexington arrivèrent à 11 h 30. Deux bombardiers en piqué attaquèrent le Shokaku et le touchèrent avec une bombe de 450 kg. Deux autres bombardiers plongèrent sur le Zuikaku mais leurs bombes tombèrent à côté. Les autres bombardiers en piqué de l'USS Lexington ne parvinrent pas à trouver les navires japonais dans l'épaisse couverture nuageuse. Aucune des torpilles des bombardiers-torpilleurs ne trouva sa cible. Les 13 Zeros en patrouille abattirent trois F4F Wildcat mais ils avancèrent avoir détruit 24 avions américains.
Avec son pont d'envol lourdement endommagé et 223 membres d'équipage tués ou blessés, le Shokaku ne pouvait plus mener d'opérations aériennes. Son commandant, Takatsugu Jōjima, demanda la permission de se retirer de la bataille et Takagi accepta. À 12 h 10, le Shokaku, accompagné de deux destroyers, se retira vers le nord-est.

#### Attaque des porte-avions américains
À 10 h 55, le radar CXAM de l'USS Lexington détecta les appareils japonais en approche à 128 km et neuf F4F Wildcat furent envoyés pour les intercepter. S'attendant à trouver les bombardiers-torpilleurs à basse altitude, six F4F Wildcat étaient positionnés trop bas et ils furent survolés par les appareils japonais,. Du fait des lourdes pertes subies la nuit précédente, les Japonais ne purent assurer une attaque à la torpille contre les deux porte-avions. Le lieutenant-commandeur Shigekazu Shimazaki, à la tête de l'escadron des bombardiers-torpilleurs, en envoya 14 contre l'USS Lexington et 4 contre l'USS Yorktown. Un Wildcat en abattit un et huit SBD en patrouille de l'USS Yorktown détruisirent trois autres bombardiers-torpilleurs. Quatre SBD furent détruits par les Zeros accompagnant l'attaque japonaise.

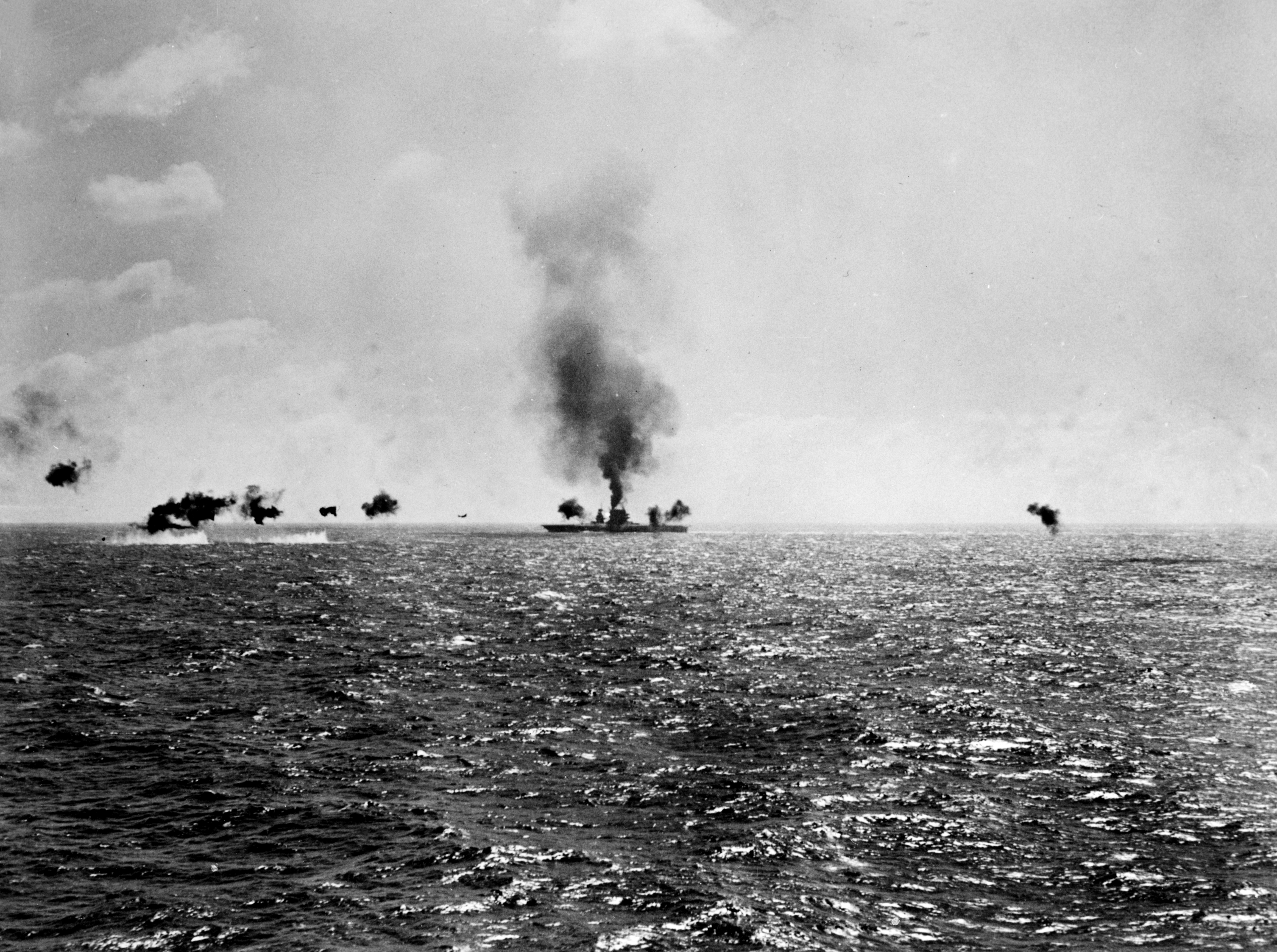
L' en feu après avoir été touché par plusieurs torpilles japonaises.

L'attaque japonaise commença à 11 h 13 alors que les porte-avions, distants de 2 700 m l'un de l'autre, et leurs navires d'escorte ouvraient le feu avec leur artillerie antiaérienne. Les quatre bombardiers-torpilleurs lancés contre l'USS Yorktown ratèrent tous leur cible. Les autres appareils menèrent une attaque en pince contre l'USS Lexington, qui avait un rayon de giration plus grand que celui de l'USS Yorktown, et à 11 h 20 le porte-avions fut touché par deux torpilles. La première toucha les réservoirs de carburant et les vapeurs de mazout commencèrent à se répandre dans les compartiments voisins. La seconde détruisit la principale canalisation d'eau à bâbord, qui commença à inonder les trois chaudières avant du navire qui furent arrêtées. Le porte-avions pouvait néanmoins continuer de naviguer à la vitesse de 44 km/h. Quatre bombardiers-torpilleurs furent abattus par la DCA,.
Les 33 bombardiers en piqué japonais réalisèrent des cercles autour des navires pour attaquer contre le vent et ne commencèrent leur plongeon, depuis une altitude de 4 300 m, que trois minutes après le début de l'attaque des bombardiers-torpilleurs. Les 19 bombardiers du Shokaku ciblaient l'USS Lexington tandis que les 14 autres visaient l'USS Yorktown. Deux bombes touchèrent l'USS Lexington et provoquèrent des incendies qui furent maitrisés vers 12 h 33. À 11 h 27, le centre du pont d'envol de l'USS Yorktown fut touché par une bombe de 250 kg antiblindage qui traversa quatre ponts avant d'exploser, causant de graves dégâts structurels au hangar et tuant 66 hommes. Jusqu'à 12 bombes ratèrent l'USS Yorktown mais tombèrent suffisamment près pour l'endommager sous la ligne de flottaison.
Au moment où les appareils japonais terminaient leurs attaques et commençaient à se replier, pensant avoir infligé des dégâts irréparables aux deux porte-avions, ils s'exposèrent au feu des F4F Wildcat et des SBD de patrouille. Dans les duels aériens qui suivirent, les Américains perdirent trois SBD et trois Wildcat tandis que trois bombardiers-torpilleurs, un bombardier en piqué et un Zero étaient abattus. À partir de 12 h, les escadrons américains et japonais commencèrent à rentrer vers leurs navires respectifs. Lors des retours, des appareils se croisèrent et de nouveaux affrontements eurent lieu, dans lesquels le lieutenant-commandeur Kakuichi Takahashi fut tué.

#### Fin de la bataille
Les escadrons d'attaques, comptant de nombreux appareils endommagés, retournèrent à leurs porte-avions respectifs et se posèrent entre 12 h 50 et 14 h 30. Malgré les dégâts subis, l'USS Yorktown et l'USS Lexington furent tous les deux capables de récupérer leurs avions. 46 appareils sur 69 revinrent dans le camp japonais et se posèrent sur le Zuikaku. Parmi ceux-ci, trois Zeros, quatre bombardiers en piqué et cinq bombardiers-torpilleurs, jugés trop endommagés, furent immédiatement jetés à la mer.
Au retour de son aviation, l'amiral américain Frank J. Fletcher évalua la situation. Les aviateurs l'informèrent qu'ils avaient lourdement endommagé un porte-avions mais qu'un autre s'était échappé indemne. L'amiral s'inquiétait du fait que ses deux porte-avions étaient en mauvais état et que ses escadrons avaient subi de lourdes pertes. De plus, le ravitaillement en pétrole était problématique depuis la perte de l'USS Neosho. À 14 h 22, l'amiral Aubrey Fitch informa Fletcher qu'on lui rapportait que deux porte-avions japonais n'étaient pas endommagés et que cela était corroboré par des messages radio interceptés. Croyant qu'il se trouvait face à une force japonaise supérieure en nombre, Fletcher décida de se retirer de la bataille. Il envoya la position approximative des porte-avions japonais à Douglas MacArthur et lui suggéra de les attaquer avec des bombardiers basés à terre,.
Vers 14 h 30, l'amiral japonais Chūichi Hara informa Takeo Takagi que seulement 24 Zeros, 8 bombardiers en piqué et 4 bombardiers-torpilleurs étaient à ce moment opérationnels. Takagi s'inquiétait de son autonomie car les niveaux de carburant de ses croiseurs n'étaient plus que de 50 % et certains de ses destroyers n'en étaient plus qu'à 20 %. À 15 h, Takagi informa l'amiral Shigeyoshi Inoue que ses appareils avaient coulé deux porte-avions américains, l'USS Yorktown et un autre de la classe Lexington, mais que du fait de ses lourdes pertes, il ne serait pas en mesure de couvrir le débarquement de Port Moresby. Inoue, dont l'appareil de reconnaissance avait repéré les navires du contre-amiral australien John Crace dans la matinée, rappela le convoi d'invasion, repoussa l'opération MO au 3 juillet et ordonna à ses forces de se rassembler au Nord-Est des îles Salomon pour commencer l'opération RY. Le Zuikaku et son escorte mirent le cap vers Rabaul tandis que le Shokaku se dirigeait vers le Japon.

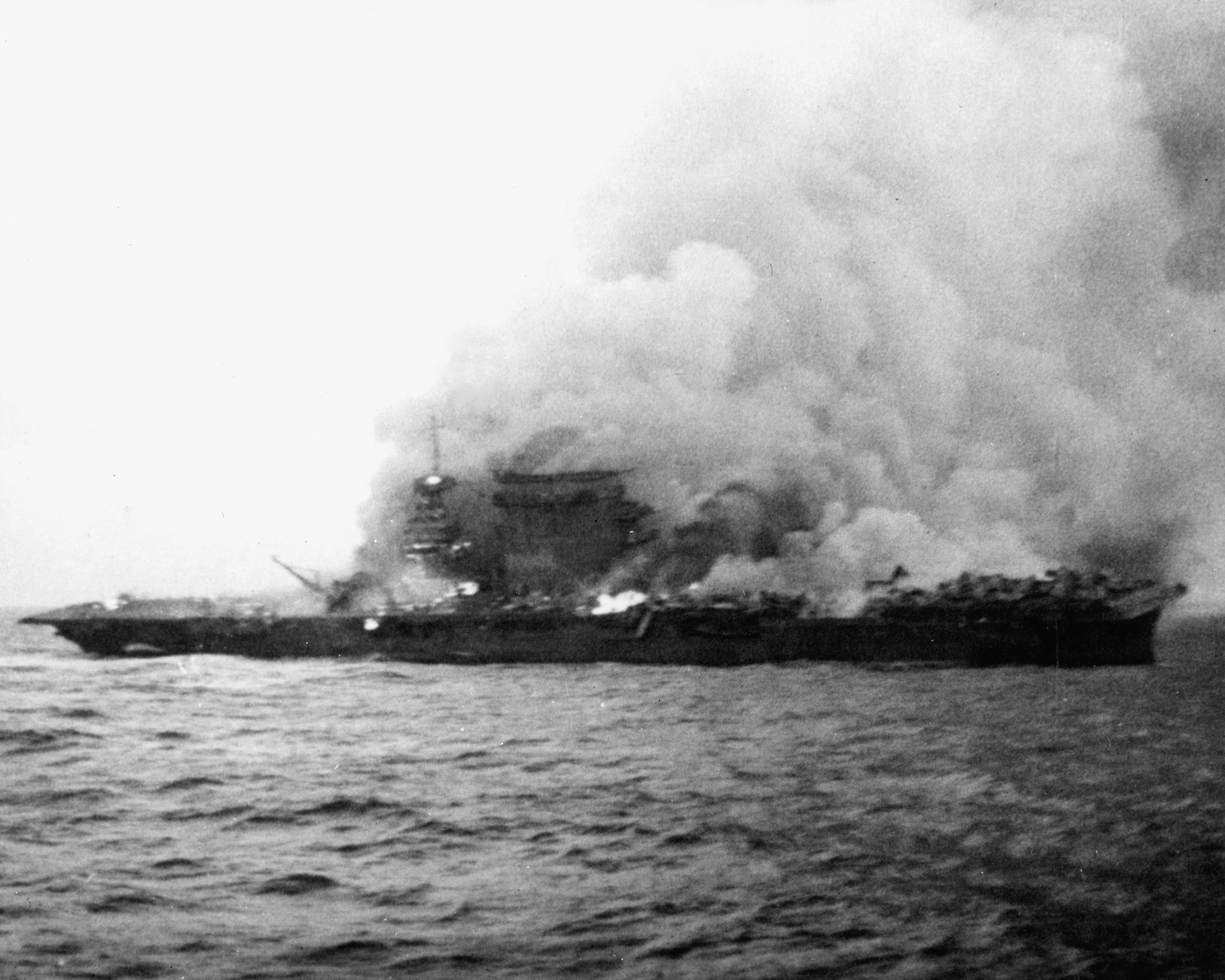
L' en feu après avoir été abandonné par son équipage.

À bord de l'USS Lexington, les équipes de pompiers étaient parvenues à éteindre les incendies et à rendre le navire de nouveau opérationnel. Cependant, à 12 h 47, des étincelles produites par un moteur électrique enflammèrent les vapeurs de carburant près du poste de commandement. L'explosion qui en résulta tua 25 marins et déclencha un énorme incendie. Vers 14 h 42, une seconde et puissante explosion créa un second foyer d'incendie. Une troisième explosion eut lieu à 15 h 25 et l'équipage rapporta à 15 h 38 que les incendies étaient incontrôlables. L'équipage commença à abandonner l'USS Lexington à 17 h 7. À 19 h 15, après que les survivants eurent été secourus, dont l'amiral Fitch et le capitaine Frederick C. Sherman, le destroyer USS Phelps tira cinq torpilles dans le navire en feu qui coula à 19 h 52. 260 hommes sur les 2 951 membres d'équipage étaient morts. L'USS Phelps et les autres navires de soutien quittèrent immédiatement la zone pour rejoindre l'USS Yorktown et son escorte qui avaient mis le cap au sud-ouest à 16 h 1. Dans la soirée, MacArthur informa Fletcher que huit de ses B-17 avaient attaqué le convoi d'invasion et qu'il se retirait vers le Nord-Ouest.
Le soir du 8 mai, Crace envoya le HMAS Hobart, dont le niveau de carburant était dangereusement bas, et le destroyer USS Walke, qui connaissait des ennuis avec sa propulsion, à Townsville en Australie. Il reçut des rapports radio indiquant que le convoi d'invasion japonais avait fait demi-tour, mais comme il ne savait pas que Fletcher s'était retiré, il resta en patrouille avec le reste de la TF 17,3 dans la mer de Corail dans le cas où les Japonais reprendraient leur progression vers Port Moresby.

## Conséquences
Le 9 mai, la TF 17 changea de cap et sortit de la mer de Corail par un passage au sud de la Nouvelle-Calédonie. L'amiral Chester Nimitz ordonna à Fletcher de renvoyer l'USS Yorktown à Pearl Harbor aussi vite que possible après l'avoir ravitaillé à Tongatapu. Comme il n'avait aucune nouvelle de Fletcher, l'Australien Crace en déduisit que la TF 17 avait quitté la zone. À 1 h le 10 mai, n'ayant pas non plus reçu de rapports indiquant que la flotte d'invasion japonaise progressait vers Port Moresby, Crace mit le cap sur l'Australie et il arriva dans les îles Whitsunday à 240 km au nord de Townsville le 11 mai.
À 22 h le 8 mai, l'amiral Isoroku Yamamoto ordonna à Inoue de faire demi-tour, de détruire les navires alliés et de mener à bien l'invasion de Port Moresby. Inoue n'annula pas l'ordre de repli du convoi d'invasion mais renvoya les amiraux Takagi et Goto à la poursuite des derniers navires de guerre alliés dans la mer de Corail. N'ayant presque plus de carburant, les navires de Takagi passèrent la plus grande partie du 9 mai à se ravitailler auprès du pétrolier Toho Maru. Dans la nuit du 9 au 10 mai, Takagi et Goto mirent le cap au sud-est puis au sud-ouest de la mer de Corail. Les hydravions basés dans les Louisiades assistèrent Takagi dans sa recherche de la TF 17. Les navires sous les ordres de Fletcher et Crace étaient cependant déjà loin de la zone de recherche. À 13 h le 10 mai, Takagi conclut que les navires ennemis étaient partis et fit demi-tour en direction de Rabaul. Yamamoto accepta la décision de Takagi et il ordonna au Zuikaku de revenir au Japon pour recevoir les nouveaux appareils. Au même moment, le Kamikawa Maru quitta les Louisiades. Le 11 mai vers midi, un hydravion de l'US Navy en patrouille depuis Nouméa repéra l'USS Neosho à la dérive. Le lendemain, l'USS Henley récupéra 109 survivants de l'USS Neosho et 14 de l'USS Sims, puis saborda le pétrolier avec plusieurs torpilles.
L'opération RY commença le 10 mai. Après que le navire amiral japonais, le mouilleur de mines Okinoshima, eut été coulé par le sous-marin américain S-42 le 12 mai, les débarquements furent repoussés au 17 mai. Dans le même temps, la TF 16 de Halsey arriva dans le Pacifique Sud près d'Éfaté et mit le cap au nord le 13 mai pour s'opposer aux attaques japonaises contre Nauru et Banaba. Le 14 mai, l'amiral Chester Nimitz, ayant reçu des renseignements sur l'opération prévue des porte-avions japonais contre Midway, ordonna à Halsey de s'assurer que les avions de reconnaissance japonais repèrent ses navires le lendemain, après quoi il devrait retourner immédiatement à Pearl Harbor. À 10 h 15 le 15 mai, un appareil de reconnaissance basé à Tulagi repéra la TF 16 à 824 km à l'est des Salomon. La feinte de Halsey fonctionna. Craignant une attaque aéronavale contre sa force d'invasion peu défendue, Inoue annula immédiatement l'opération RY et renvoya ses navires à Rabaul et Truk. Le 19 mai, la TF 16, qui s'était ravitaillée à Éfaté, mit le cap sur Pearl Harbor où elle arriva le 26 mai. L'USS Yorktown atteignit Pearl Harbor le lendemain,.

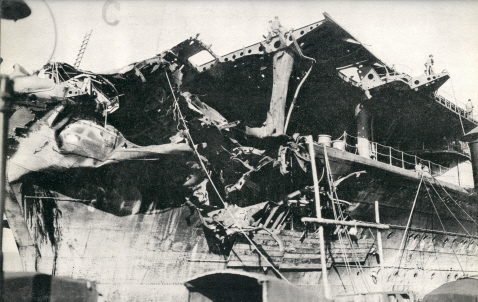
Dégâts à la proue et au pont d'envol du Shokaku.

Le Shokaku arriva à Kure au Japon le 17 mai après avoir failli chavirer dans une tempête lors du voyage de retour du fait des dégâts subis pendant la bataille. Le Zuikaku arriva également à Kure le 21 mai après s'être brièvement arrêté dans les îles Truk le 15 mai. En exploitant les rapports de l'espionnage radio, les Américains placèrent huit sous-marins sur la route de retour probable des porte-avions japonais mais aucun des submersibles ne fut en mesure d'attaquer. Le quartier général de la marine japonaise estima qu'il faudrait entre deux et trois mois pour réparer le Shokaku et reconstituer l'aviation embarquée. Les deux porte-avions seraient donc indisponibles pour l'opération prévue de Yamamoto contre Midway. Les deux navires rejoignirent le groupe aéronaval japonais le 14 juillet et jouèrent un rôle décisif dans les futurs affrontements contre les forces aéronavales américaines. Les cinq sous-marins japonais de la classe I soutenant l'opération MO furent redéployés pour soutenir une attaque dans la baie de Sydney trois semaines après dans le cadre d'une campagne pour désorganiser les lignes de ravitaillement alliées. Le I-28 fut cependant torpillé par le sous-marin américain USS Tautog alors qu'il rentrait à Truk,.

## Signification

### Un nouveau type de combat naval
La bataille de la mer de Corail fut le premier engagement naval de l'histoire dans lequel les flottes participantes ne se sont jamais aperçues et n'ont jamais directement ouvert le feu l'une sur l'autre. L'aviation joua le même rôle que l'artillerie navale dans les affrontements précédents. Les deux commandants participèrent donc à un nouveau type d'affrontement, porte-avions contre porte-avions, et comme ils n'en avaient aucune expérience, ils commirent des erreurs. H. P. Willmot écrivit que les commandants durent « composer avec des communications difficiles dans une situation où le champ de bataille s'étendait bien au-delà que d'habitude et dans laquelle les vitesses avaient augmenté encore plus rapidement, ce qui réduisait le temps disponible pour les prises de décision ». Les Japonais étaient désavantagés par ce temps réduit, car l'amiral Shigeyoshi Inoue, se trouvant à Rabaul, était trop loin pour diriger efficacement ses forces navales en temps réel, tandis que l'amiral Frank J. Fletcher était sur place avec ses porte-avions. Les amiraux japonais impliqués furent souvent trop lents à communiquer entre eux des informations importantes.
Les équipages des porte-avions japonais se comportèrent mieux que ceux des navires américains et obtinrent de meilleurs résultats avec un nombre équivalent d'appareils. L'attaque japonaise contre les porte-avions américains le 8 mai fut mieux coordonnée que l'attaque américaine contre les porte-avions japonais. Les Japonais perdirent néanmoins plus d'aviateurs, 90 contre 35 pour les Américains. Le système de formation des aviateurs japonais ne fut jamais capable de remplacer les aviateurs expérimentés morts au combat. Au début de la guerre, le Japon disposait d'un groupe d'excellents pilotes, mais celui-ci fut progressivement décimé à partir de la bataille de la mer de Corail. Les nouvelles recrues, inexpérimentées, furent incapables de se mesurer aux aviateurs américains ayant reçu une longue formation et cela réduisit considérablement l'efficacité de l'aviation japonaise.
Les Américains tirèrent des leçons de leurs erreurs et améliorèrent leurs tactiques aéronavales et leurs équipements. De nouvelles tactiques de combat aérien, une meilleure coordination, des appareils plus performants et le renforcement de l'artillerie antiaérienne débouchèrent sur des résultats plus positifs dans les affrontements ultérieurs. Le radar avait donné un léger avantage aux Américains dans cette bataille, mais il joua un rôle encore plus décisif dans les batailles suivantes, lorsque des améliorations technologiques augmentèrent son efficacité et que les Alliés apprirent à mieux l'utiliser. Après la perte de l'USS Lexington, les Américains mirent en place de meilleures méthodes de stockage du carburant et améliorèrent les procédures de lutte contre les incendies. La coordination entre l'aviation alliée basée à terre et l'US Navy fut mauvaise durant la bataille mais s'améliora également par la suite.

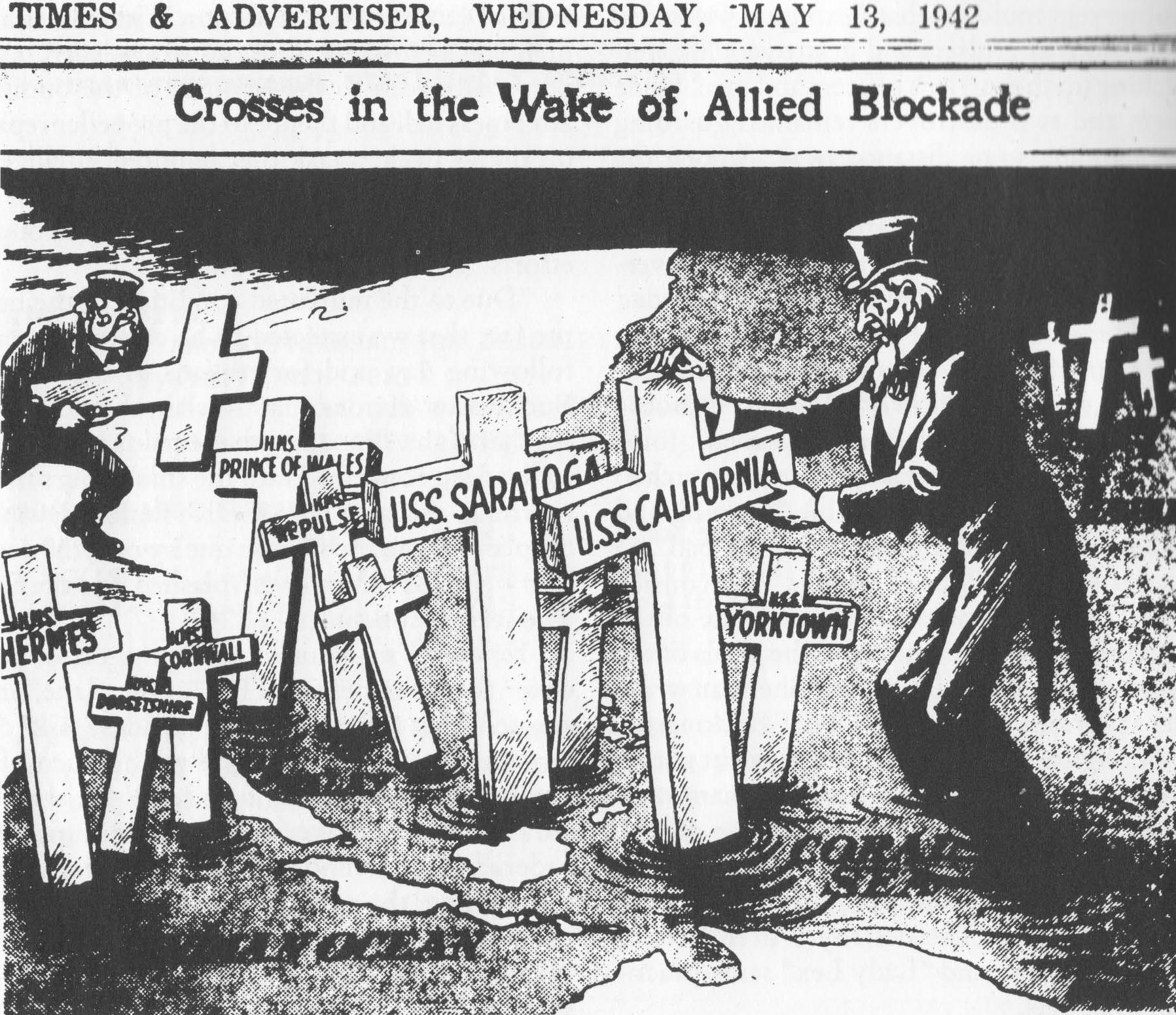
Dessin publié le 13 mai 1942 dans le journal japonais The Japan Times en langue anglaise montrant Oncle Sam et Winston Churchill érigeant des pierres tombales portant les noms des navires alliés que le Japon avait coulés ou revendiquait avoir coulé dans la mer de Corail et ailleurs.

Les porte-avions japonais et américains s'affrontèrent à nouveau lors des batailles de Midway, des Salomon orientales et des îles Santa Cruz en 1942 puis dans la mer des Philippines en 1944.

### Implications tactiques et stratégiques
La propagande de chaque camp tenta de faire de la bataille de la mer de Corail une victoire. En termes de navires perdus, le Japon remporta une victoire tactique en coulant un porte-avions américain, un pétrolier et un destroyer, soit un tonnage total de 42 497 t, alors qu'il n'avait perdu qu'un porte-avions léger, un destroyer et plusieurs navires plus petits, soit 19 000 t. L'USS Lexington représentait, à ce moment, 25 % de la puissance aéronavale américaine dans le Pacifique,. Le public japonais fut informé de la victoire avec une surestimation des pertes américaines et une sous-estimation des pertes japonaises.
Sur le plan stratégique, la bataille fut néanmoins une victoire alliée car l'invasion maritime de Port Moresby fut évitée, réduisant la menace contre les lignes de ravitaillement entre les États-Unis et l'Australie. Malgré le retrait de l'USS Yorktown de la mer de Corail, les Japonais furent obligés d'abandonner l'opération qui avait été la raison de la bataille de la mer de Corail.
C'est d'autre part la première fois dans la guerre du Pacifique qu'une flotte d'invasion japonaise était repoussée sans avoir réussi à atteindre son objectif, ce qui contribua à gonfler le moral des troupes alliées après six mois de défaites contre les Japonais. Port Moresby était vital dans la stratégie américaine et sa garnison aurait certainement été battue par les troupes japonaises. La marine américaine exagéra également les dégâts qu'elle avait infligés aux Japonais et la presse traita les rapports de la bataille de Midway avec plus de précaution.
Les résultats de la bataille eurent un impact important sur la planification stratégique des deux camps. Sans un point d'appui en Nouvelle-Guinée, l'avancée alliée ultérieure aurait été encore plus difficile qu'elle ne l'a été. Pour les Japonais, la bataille fut considérée comme un simple revers temporaire. Elle sembla confirmer la piètre opinion que les Japonais avaient des capacités combattantes américaines et soutint la croyance que les futures opérations aéronavales contre les États-Unis seraient nécessairement couronnées de succès.

### Midway
L'une des conséquences les plus importantes de la bataille de la mer de Corail fut l'indisponibilité des porte-avions Shokaku et Zuikaku pour la confrontation décisive contre les Américains planifiée par Yamamoto à Midway ; le Shoho aurait été employé dans un rôle tactique pour soutenir les forces d'invasion japonaises. Les Japonais pensaient avoir coulé deux porte-avions dans la mer de Corail mais il en restait encore deux autres, l'USS Enterprise et l'USS Hornet, pour défendre Midway. Grâce à l'aviation basée à terre à Midway, les Américains disposaient d'un plus grand nombre d'appareils et cela signifiait que les Japonais ne disposeraient pas d'une supériorité numérique en termes d'avions pour la bataille à venir. En réalité, les Américains alignèrent trois porte-avions face à ceux de Yamamoto car l'US Navy fut capable de réparer suffisamment l'USS Yorktown pour qu'il soit opérationnel malgré les dégâts reçus dans la mer de Corail entre le 27 et le 30 mai. À Midway, les appareils de l'USS Yorktown jouèrent un rôle décisif en coulant deux porte-avions japonais. Il reçut également de nombreuses contre-attaques japonaises qui autrement auraient été dirigées contre les deux autres porte-avions américains.

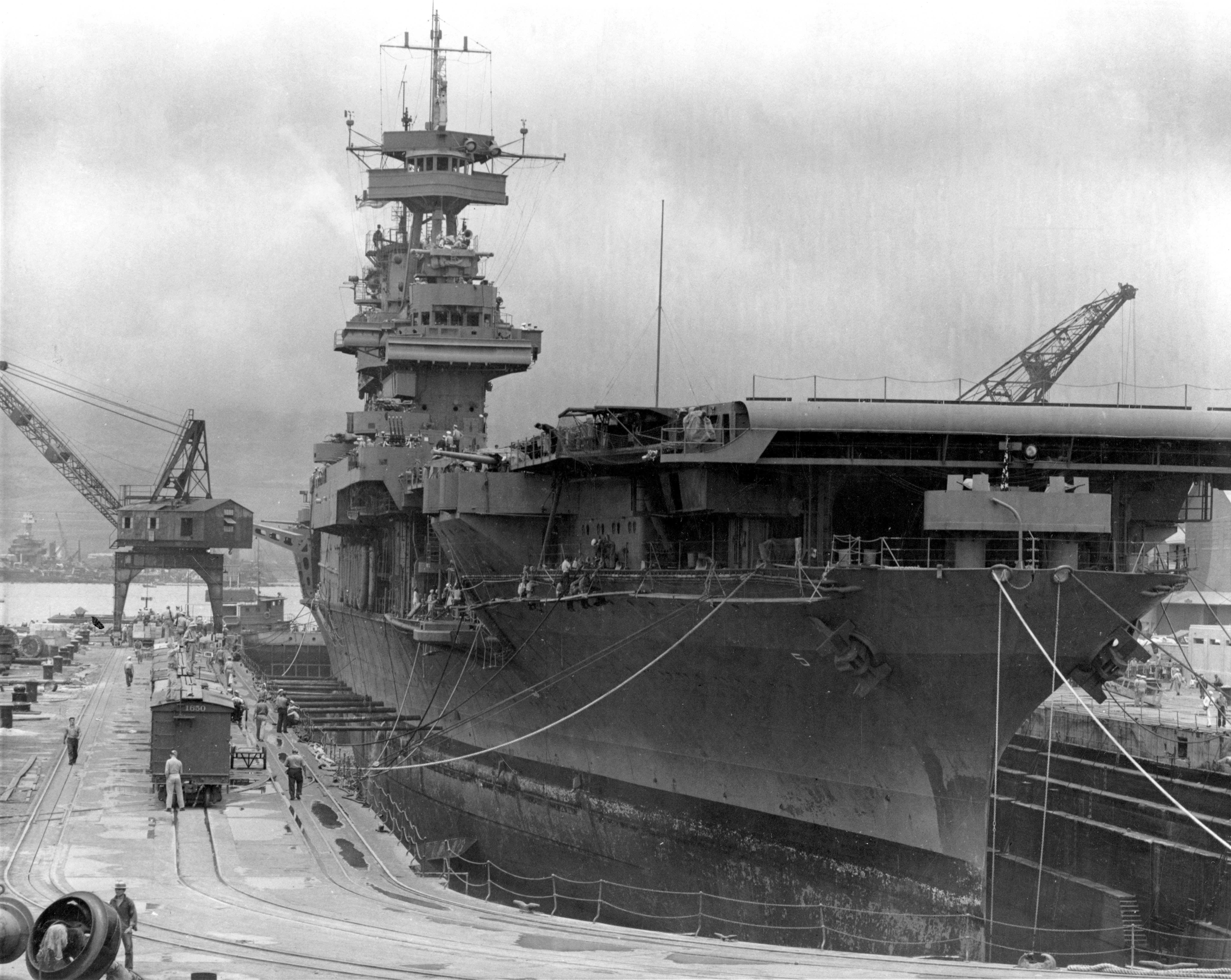
L' en cale sèche à Pearl Harbor le 29 mai 1942, peu avant son départ pour Midway.

Par contraste avec les efforts acharnés mis en œuvre par les Américains pour déployer toutes leurs forces disponibles à Midway, les Japonais n'ont apparemment pas essayé d'inclure le Zuikaku dans l'opération. Rien n'a semble-t-il été fait pour combiner les escadrons survivants du Shokaku avec ceux du Zuikaku pour permettre à ce dernier de participer à la bataille. Le Shokaku était incapable de mener d'autres opérations du fait de son pont d'envol très endommagé et il eut besoin de près de trois mois de réparations au Japon pour redevenir opérationnel.
Les historiens H. P. Willmott, Jonathan Parshall et Anthony Tully considèrent que l'amiral Isoroku Yamamoto a commis une grave erreur stratégique dans sa décision de soutenir l'opération MO avec des navires capitaux. Comme Yamamoto avait planifié une bataille décisive contre les Américains à Midway, il n'aurait pas dû se séparer de ses porte-avions pour une opération secondaire comme MO. Par conséquent, les forces navales japonaises furent affaiblies à la fois dans la mer de Corail et à Midway, ce qui permit aux Américains de les défaire en plusieurs fois. Wilmott ajoute que si une opération était assez importante pour nécessiter l'emploi de porte-avions, alors tous les porte-avions japonais auraient dû être déployés pour garantir la victoire. En associant des pièces essentielles à l'opération Mo, Yamamoto fit que l'attaque décisive de Midway dépendait du succès de l'opération secondaire.
De plus, Yamamoto sembla avoir manqué de noter les autres implications de la bataille de la mer de Corail : l'apparition inattendue des porte-avions américains à l'endroit et au moment exact pour s'opposer aux Japonais et la capacité de l'aéronavale américaine à causer des dommages significatifs aux porte-avions japonais. Ces deux événements se répétèrent à Midway, où le Japon perdit quatre porte-avions, le cœur de ses forces navales offensives, et donc l'initiative dans la guerre du Pacifique. Du fait de la puissance économique américaine, une fois que le Japon avait perdu sa supériorité en nombre de porte-avions, il ne fut jamais capable de la récupérer. Parshall et Tully ajoutent, « la bataille de la mer de Corail avait apporté les premiers indices que les Japonais avaient atteint leur apogée, mais c'est la bataille de Midway qui mit cela en évidence pour tout le monde ».

### Situation dans le Pacifique Sud
Les forces australiennes et américaines furent initialement déçues par le résultat de la bataille de la mer de Corail, craignant que l'opération MO ne soit le prélude à une invasion de l'Australie et que le revers japonais ne soit que temporaire. Dans une réunion organisée à la fin du mois de mai, le conseil de guerre australien décrivit l'issue de la bataille comme « plutôt décevante » étant donné que les Alliés avaient été au courant des intentions japonaises. Le général Douglas MacArthur donna son évaluation de la bataille au premier ministre australien John Curtin en avançant que « tous les éléments qui avaient produit les désastres dans le Pacifique occidental depuis le début de la guerre » étaient toujours présents car les forces japonaises pouvaient frapper où elles voulaient si elles étaient soutenues par la marine impériale japonaise.

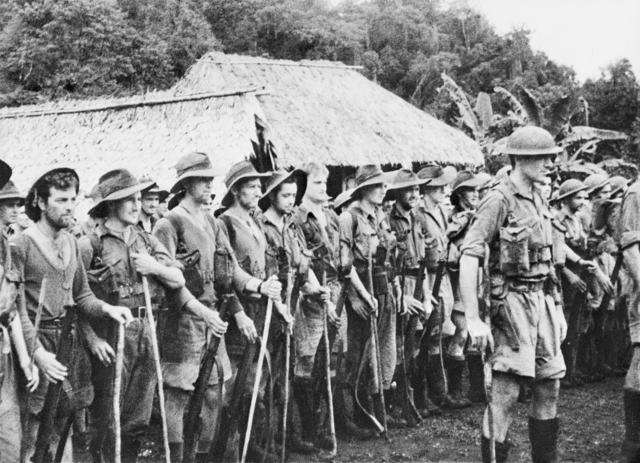
Troupes australiennes défendant Port Moresby le long de la Kokoda Track en 1942.

Après la perte de quatre porte-avions à Midway, les Japonais furent cependant incapables de mener une autre invasion de Port Moresby depuis la mer et tentèrent de l'atteindre depuis la terre. À partir du 21 juillet, les troupes japonaises commencèrent à progresser en direction de Port Moresby le long de la Kokoda Track à travers la chaîne Owen Stanley. Les Alliés avaient néanmoins renforcé la Nouvelle-Guinée avec de nouvelles unités principalement australiennes. L'avancée japonaise rendue difficile par le relief et le climat extrême fut stoppée en septembre 1942 et les Alliés repoussèrent une tentative ennemie pour s'emparer d'une base aérienne dans la baie de Milne.
Dans le même temps, les Alliés cherchèrent à exploiter les victoires de la mer de Corail et de Midway en reprenant l'initiative stratégique. Ils choisirent Tulagi et l'île voisine de Guadalcanal comme cible de leur première offensive. L'échec japonais à Port Moresby et leur défaite à Midway laissaient Tulagi sans protection efficace. L'île se trouvait à quatre heures de vol de Rabaul, la grande base japonaise la plus proche.
Le 7 août 1942, 11 000 soldats américains débarquèrent à Guadalcanal et 3 000 autres à Tulagi et dans les îles voisines. Les forces japonaises à Tulagi et sur les îles alentour furent submergées et combattirent presque jusqu'au dernier homme tandis que les Américains à Guadalcanal capturaient l'aérodrome de Henderson Field en cours de construction par les Japonais. Les campagnes de Guadalcanal et des îles Salomon qui suivirent se transformèrent en une dure guerre d'attrition entre les Japonais et les Alliés. Avec la campagne de Nouvelle-Guinée, ces opérations neutralisèrent les défenses japonaises dans le Pacifique Sud et causèrent des dommages irréparables à l'appareil militaire japonais, en particulier à sa marine, et contribuèrent significativement à la victoire des Alliés sur le Japon.